# Danh sách di sản văn hóa Tây Ban Nha được quan tâm ở tỉnh Valencia
Danh sách di sản văn hóa Tây Ban Nha được quan tâm ở Valencia (tỉnh), Tây Ban Nha.

## Các di sản liên quan đến nhiều thành phố
| Tên                                                      | Dạng                            | Địa điểm                            | Tọa độ                                        | Số hồ sơ tham khảo? | Ngày nhận danh hiệu? | Hình ảnh                                 |
| -------------------------------------------------------- | ------------------------------- | ----------------------------------- | --------------------------------------------- | ------------------- | -------------------- | ---------------------------------------- |
| Acueducto Peña Cortada Acueducto Serrada                 | Di tích Thời gian: La Mã cổ đại | Chelva, Calles, Domeño và Tuéjar    | 39°44′58″B 0°58′05″T / 39,749484°B 0,968069°T | RI-51-0010211       | 03-09-2004           | Acueducto de Peña Cortada · Upload image |
| Kênh Bellús a Játiva Acueducto Bellús, Arcadetes d'Alboi | Di tích Kỹ thuật thủy lực       | Bellús, Genovés, Valencia và Xàtiva | 38°58′30″B 0°29′28″T / 38,975127°B 0,491196°T | RI-51-0011170       | 20-05-2005           | Canal de Bellús a Játiva · Upload image  |

## Di tích theo thành phố

### A

#### Ademuz
| Tên            | Dạng                              | Địa điểm                       | Tọa độ                                      | Số hồ sơ tham khảo? | Ngày nhận danh hiệu? | Hình ảnh                          |
| -------------- | --------------------------------- | ------------------------------ | ------------------------------------------- | ------------------- | -------------------- | --------------------------------- |
| Lâu đài Ademuz | Di tích Kiến trúc quân sự Lâu đài | Ademuz Cerro cercano al pueblo | 40°03′45″B 1°17′16″T / 40,0625°B 1,287778°T | RI-51-0010912       | 25-06-1985           | Castillo de Ademuz · Upload image |

#### Alaquàs(Alaquàs)
| Tên               | Dạng    | Địa điểm                   | Tọa độ                                        | Số hồ sơ tham khảo? | Ngày nhận danh hiệu? | Hình ảnh                              |
| ----------------- | ------- | -------------------------- | --------------------------------------------- | ------------------- | -------------------- | ------------------------------------- |
| Cung điện Aguilar | Di tích | Alacuás C. Pare Guillem, 2 | 39°27′28″B 0°27′24″T / 39,457847°B 0,456798°T | RI-51-0000153       | 21-04-1918           | Palacio de los Aguilar · Upload image |

#### Albaida, Valencia
| Tên                           | Dạng    | Địa điểm                                            | Tọa độ                                        | Số hồ sơ tham khảo? | Ngày nhận danh hiệu? | Hình ảnh                                               |
| ----------------------------- | ------- | --------------------------------------------------- | --------------------------------------------- | ------------------- | -------------------- | ------------------------------------------------------ |
| Lâu đài Viejo Albaida         |         | Albaida Monte Real                                  |                                               | 46.24.006-022       |                      | Upload image                                           |
| Castillo-Palacio Milán Aragón | Di tích | Albaida Plaza Mayor                                 | 38°50′31″B 0°31′09″T / 38,841933°B 0,519172°T | RI-51-0010645       | 06-06-2001           | Castillo-Palacio de los Milán de Aragón · Upload image |
| Cruz término les Eres         |         | Albaida En un parterre en la entrada sur del pueblo |                                               | 46.24.006-004       |                      | Upload image                                           |
| Tường thành Albaida           |         | Albaida En el centro de la población                | 38°50′26″B 0°31′08″T / 38,840556°B 0,518889°T | 46.24.006-011       |                      | Murallas de Albaida · Upload image                     |

#### Albal
| Tên              | Dạng                        | Địa điểm                | Tọa độ                                        | Số hồ sơ tham khảo? | Ngày nhận danh hiệu? | Hình ảnh                            |
| ---------------- | --------------------------- | ----------------------- | --------------------------------------------- | ------------------- | -------------------- | ----------------------------------- |
| Tháp árabe Albal | Di tích Kiến trúc phòng thủ | Albal Plaza de la Torre | 39°23′43″B 0°24′55″T / 39,395396°B 0,415283°T | RI-51-0010732       | 25-06-1985           | Torre árabe de Albal · Upload image |

#### Albalat dels Tarongers(Albalat dels Tarongers)
| Tên                                  | Dạng                        | Địa điểm                                           | Tọa độ                                        | Số hồ sơ tham khảo? | Ngày nhận danh hiệu? | Hình ảnh                                                 |
| ------------------------------------ | --------------------------- | -------------------------------------------------- | --------------------------------------------- | ------------------- | -------------------- | -------------------------------------------------------- |
| Lâu đài Piló                         | Di tích Kiến trúc phòng thủ | Albalat de Taronchers Cerro cercano a la población | 39°41′44″B 0°20′17″T / 39,695524°B 0,337937°T | RI-51-0010798       | 22-04-1949           | Upload image                                             |
| Lâu đài Cung điện Albalat Taronchers | Di tích Kiến trúc phòng thủ | Albalat de Taronchers Pl. Purísima Concepción, 1   | 39°42′09″B 0°20′14″T / 39,702544°B 0,337296°T | RI-51-0010761       | 22-04-1949           | Castillo Palacio de Albalat de Taronchers · Upload image |

#### Albalat dels Sorells
| Tên                | Dạng    | Địa điểm                             | Tọa độ                                        | Số hồ sơ tham khảo? | Ngày nhận danh hiệu? | Hình ảnh                            |
| ------------------ | ------- | ------------------------------------ | --------------------------------------------- | ------------------- | -------------------- | ----------------------------------- |
| Cung điệns Sorells | Di tích | Albalat dels Sorells Pl. Castells, 2 | 39°32′39″B 0°20′49″T / 39,544167°B 0,346944°T | RI-51-0010439       | 14-12-1998           | Palacio dels Sorells · Upload image |

#### Alboraya(Alboraia)
| Tên                 | Dạng | Địa điểm                    | Tọa độ                                        | Số hồ sơ tham khảo? | Ngày nhận danh hiệu? | Hình ảnh                           |
| ------------------- | ---- | --------------------------- | --------------------------------------------- | ------------------- | -------------------- | ---------------------------------- |
| Nhà hoangls Peixets |      | Alboraya Junto al Carraixet | 39°30′06″B 0°19′30″T / 39,501575°B 0,324978°T | 46.13.013-002       |                      | Ermita dels Peixets · Upload image |

#### Alcàsser(Alcàsser)
| Tên                       | Dạng | Địa điểm                                 | Tọa độ                                        | Số hồ sơ tham khảo? | Ngày nhận danh hiệu? | Hình ảnh                                      |
| ------------------------- | ---- | ---------------------------------------- | --------------------------------------------- | ------------------- | -------------------- | --------------------------------------------- |
| Lâu đài Cung điện Baronía |      | Alcácer Ayuntamiento, plaza del Castillo | 39°22′11″B 0°26′43″T / 39,369825°B 0,445204°T | 46.16.015-002       |                      | Castillo Palacio de la Baronía · Upload image |

#### Alzira(Alzira)
| Tên                                            | Dạng                        | Địa điểm                                                         | Tọa độ                                        | Số hồ sơ tham khảo? | Ngày nhận danh hiệu? | Hình ảnh                                                            |
| ---------------------------------------------- | --------------------------- | ---------------------------------------------------------------- | --------------------------------------------- | ------------------- | -------------------- | ------------------------------------------------------------------- |
| Ayuntamiento Alcira                            | Di tích                     | Alcira Calle de San Roque y plaza Casassús                       | 39°09′07″B 0°26′28″T / 39,151879°B 0,441063°T | RI-51-0000355       | 17-12-1930           | Ayuntamiento de Alcira · Upload image                               |
| Escudos calle San Roque Alcira                 | Di tích Blasón              | Alcira C. San Roque, 8                                           | 39°09′07″B 0°26′28″T / 39,152025°B 0,441197°T | RI-51-0011337       | 25-06-1985           | Escudo en el edificio de la calle San Roque, 8 · Upload image       |
| Escudos calle San Roque Alcira                 | Di tích Blasón              | Alcira C. San Roque, 13                                          | 39°09′07″B 0°26′29″T / 39,151962°B 0,441269°T | RI-51-0011338       | 25-06-1985           | Escudo en el edificio de la calle San Roque, 13 · Upload image      |
| Escudo ở Palacio Casassús                      | Di tích Blasón              | Alcira C. San Roque y pl. Casassús                               | 39°09′07″B 0°26′28″T / 39,151903°B 0,441028°T | RI-51-0011340       | 25-06-1985           | Escudo en el Palacio de Casassús · Upload image                     |
| Escudo ở Nhà thờ Tu viện Santa Lucía Alcira    | Di tích Blasón              | Alcira C. Santa Lucía, 26                                        | 39°09′08″B 0°26′34″T / 39,152206°B 0,442675°T | RI-51-0011339       | 25-06-1985           | Escudo en la Iglesia del Monasterio de Santa Lucía · Upload image   |
| Nhà thờ Santa Catalina (Alcira)                | Di tích Kiến trúc tôn giáo  | Alcira Pl. Constitución                                          | 39°09′05″B 0°26′27″T / 39,151525°B 0,440806°T | RI-51-0011134       | 5-11-2004            | Iglesia Arciprestal de Santa Catalina · Upload image                |
| Monastery of Murta                             | Di tích Kiến trúc tôn giáo  | Alcira Valle de la Murta                                         | 39°07′44″B 0°21′40″T / 39,128961°B 0,361094°T | RI-51-0010921       | 25-06-1985           | Monasterio fortificado de Nuestra Señora de la Murta · Upload image |
| Tường Alcira                                   | Di tích Kiến trúc phòng thủ | Alcira En el centro de la población. Parque Arabia Saudí         | 39°09′09″B 0°26′37″T / 39,152566°B 0,44359°T  | RI-51-0011038       | 25-06-1985           | Recinto amurallado de Alcira · Upload image                         |
| Tháp Maravillas Alcira Cueva Maravillas Alcira | Di tích Tháp defensiva      | Alcira Cerca de la población                                     | 39°07′30″B 0°25′29″T / 39,124867°B 0,424785°T | 46.20.017-027       |                      | Upload image                                                        |
| Villa Alcira                                   | Khu phức hợp lịch sử        | Alcira En el centro del municipio, dentro del recinto amurallado | 39°09′07″B 0°26′24″T / 39,151944°B 0,44°T     | ARI-53-0000579      | Incoado              | Villa de Alcira · Upload image                                      |

#### Alfafar
| Tên                        | Dạng                     | Địa điểm                   | Tọa độ                                        | Số hồ sơ tham khảo? | Ngày nhận danh hiệu? | Hình ảnh                                     |
| -------------------------- | ------------------------ | -------------------------- | --------------------------------------------- | ------------------- | -------------------- | -------------------------------------------- |
| Sindicato Arrocero Alfafar | Di tích Kiến trúc dân sự | Alfafar C. San Cayetano, 2 | 39°25′20″B 0°23′26″T / 39,422224°B 0,390478°T | RI-51-0004945       | 05-10-1983           | Sindicato Arrocero de Alfafar · Upload image |

#### Alfauir(Alfauir)
| Tên                              | Dạng                              | Địa điểm                                      | Tọa độ                                        | Số hồ sơ tham khảo? | Ngày nhận danh hiệu? | Hình ảnh                                             |
| -------------------------------- | --------------------------------- | --------------------------------------------- | --------------------------------------------- | ------------------- | -------------------- | ---------------------------------------------------- |
| Lâu đài Palma                    | Di tích Kiến trúc quân sự Lâu đài | Alfahuir Cima del cerro al sur del monasterio | 38°55′44″B 0°14′49″T / 38,928761°B 0,246898°T | RI-51-0010795       | 22-04-1949           | Upload image                                         |
| Monastery of Sant Jeroni Cotalba | Di tích Kiến trúc tôn giáo        | Alfahuir Tossalet de Cotalba                  | 38°56′26″B 0°14′48″T / 38,940479°B 0,246672°T | RI-51-0008213       | 24-05-1994           | Monasterio de San Jerónimo de Cotalba · Upload image |
| Tháp Alfahuir                    | Di tích Kiến trúc phòng thủ       | Alfahuir En el centro de la población         | 38°55′37″B 0°15′06″T / 38,926949°B 0,251627°T | RI-51-0012129       | 25-06-1985           | Upload image                                         |

#### Alfara del Patriarca
| Tên                                       | Dạng                        | Địa điểm                                                        | Tọa độ                                        | Số hồ sơ tham khảo? | Ngày nhận danh hiệu? | Hình ảnh                              |
| ----------------------------------------- | --------------------------- | --------------------------------------------------------------- | --------------------------------------------- | ------------------- | -------------------- | ------------------------------------- |
| Nhà Serena                                | Di tích                     | Alfara del Patriarca Crta. de Benifaraig a Alfara del Patriarca | 39°31′51″B 0°23′06″T / 39,530717°B 0,385053°T | RI-51-0010179       | 03-06-2003           | Casa de la Sirena · Upload image      |
| Lâu đài Señoría Castillo-Palacio Cruilles | Di tích Kiến trúc phòng thủ | Alfara del Patriarca Plaza de San Juan de Ribera                | 39°32′38″B 0°23′07″T / 39,543995°B 0,385359°T | RI-51-0010657       | 20-06-2001           | Castillo de la Señoría · Upload image |

#### Alfarb(Alfarb)
| Tên            | Dạng                        | Địa điểm                            | Tọa độ                                        | Số hồ sơ tham khảo? | Ngày nhận danh hiệu? | Hình ảnh                          |
| -------------- | --------------------------- | ----------------------------------- | --------------------------------------------- | ------------------- | -------------------- | --------------------------------- |
| Lâu đài Alfarp | Di tích Kiến trúc phòng thủ | Alfarp En el centro de la población | 39°16′38″B 0°33′39″T / 39,277222°B 0,560833°T | RI-51-0010659       | 20-06-2001           | Castillo de Alfarp · Upload image |

#### Algar de Palancia(Algar de Palància)
| Tên                                    | Dạng                        | Địa điểm                                    | Tọa độ                                        | Số hồ sơ tham khảo? | Ngày nhận danh hiệu? | Hình ảnh     |
| -------------------------------------- | --------------------------- | ------------------------------------------- | --------------------------------------------- | ------------------- | -------------------- | ------------ |
| Antigua torre defensiva Algar Palancia | Di tích Kiến trúc phòng thủ | Algar de Palancia Ayuntamiento. Plaza Mayor | 39°46′53″B 0°22′04″T / 39,781303°B 0,367801°T | RI-51-0011177       | 25-06-1985           | Upload image |

#### Algemesí
| Tên                                  | Dạng                       | Địa điểm                | Tọa độ                                        | Số hồ sơ tham khảo? | Ngày nhận danh hiệu? | Hình ảnh                                               |
| ------------------------------------ | -------------------------- | ----------------------- | --------------------------------------------- | ------------------- | -------------------- | ------------------------------------------------------ |
| Nhà thờ San Jaime Apóstol (Algemesí) | Di tích Kiến trúc tôn giáo | Algemesí Plaza Mayor, 2 | 39°11′21″B 0°26′12″T / 39,189184°B 0,436557°T | RI-51-0004393       | 16-11-1979           | Iglesia parroquial de San Jaime Apóstol · Upload image |

#### Alginet
| Tên                                | Dạng | Địa điểm                                                             | Tọa độ                                        | Số hồ sơ tham khảo? | Ngày nhận danh hiệu? | Hình ảnh     |
| ---------------------------------- | ---- | -------------------------------------------------------------------- | --------------------------------------------- | ------------------- | -------------------- | ------------ |
| Ayuntamiento Alginet               |      | Alginet Plaza del País Valenciano                                    | 39°15′43″B 0°28′12″T / 39,262056°B 0,47°T     | 46.20.031-004       |                      | Upload image |
| Nhà thờ San Antonio Abad (Alginet) |      | Alginet Plaza de la Constitución, 3                                  | 39°15′41″B 0°28′10″T / 39,261389°B 0,469556°T | 46.20.031-001       |                      | Upload image |
| Escudo Tháp Luengo                 |      | Alginet A unos 2 km al sudeste del pueblo                            | 39°14′54″B 0°26′46″T / 39,248268°B 0,44606°T  | 46.20.031-003       |                      | Upload image |
| Mercado Alginet                    |      | Alginet Calle San Vicente y plaza del Mercado                        | 39°15′43″B 0°28′06″T / 39,261944°B 0,468472°T | 46.20.031-009       |                      | Upload image |
| Palacio pháo đài señorío Alginet   |      | Alginet Plaza de la Constitución, camino Real y calle de San Vicente | 39°15′43″B 0°28′11″T / 39,261853°B 0,469779°T | 46.20.031-002       |                      | Upload image |

#### Almiserà(Almiserà)
| Tên             | Dạng                      | Địa điểm                                                | Tọa độ                                        | Số hồ sơ tham khảo? | Ngày nhận danh hiệu? | Hình ảnh     |
| --------------- | ------------------------- | ------------------------------------------------------- | --------------------------------------------- | ------------------- | -------------------- | ------------ |
| Lâu đài Vilella | Di tích Kiến trúc quân sự | Almiserat Sobre un peñón dominando el Collado de Llautó | 38°55′47″B 0°18′01″T / 38,929772°B 0,300162°T | RI-51-0010948       | 17-12-2002           | Upload image |

#### Almoines
| Tên                         | Dạng                        | Địa điểm                      | Tọa độ                                        | Số hồ sơ tham khảo? | Ngày nhận danh hiệu? | Hình ảnh     |
| --------------------------- | --------------------------- | ----------------------------- | --------------------------------------------- | ------------------- | -------------------- | ------------ |
| Alquería phòng thủ Trinquet | Di tích Kiến trúc phòng thủ | Almoines Camino del Trinquete | 38°56′45″B 0°10′28″T / 38,945833°B 0,174333°T | RI-51-0012337       | 25-06-1985           | Upload image |

#### Almussafes(Almussafes)
| Tên        | Dạng                        | Địa điểm              | Tọa độ                                           | Số hồ sơ tham khảo? | Ngày nhận danh hiệu? | Hình ảnh                   |
| ---------- | --------------------------- | --------------------- | ------------------------------------------------ | ------------------- | -------------------- | -------------------------- |
| Tháp Racef | Di tích Kiến trúc phòng thủ | Almusafes Plaza Mayor | 39°17′24″B 0°24′50″T / 39,2900555556°B 0,41375°T | RI-51-0010580       | 08-03-2001           | Torre Racef · Upload image |

#### Alpuente
| Tên                           | Dạng                           | Địa điểm                                                                                            | Tọa độ                                        | Số hồ sơ tham khảo? | Ngày nhận danh hiệu? | Hình ảnh                                       |
| ----------------------------- | ------------------------------ | --------------------------------------------------------------------------------------------------- | --------------------------------------------- | ------------------- | -------------------- | ---------------------------------------------- |
| Acueducto Los Arcos Alpuente  | Di tích Kiến trúc dân sự       | Alpuente Se encuentra a 2,50 kilómetros al norte de la villa, en la carretera de Alpuente a la Yesa | 39°53′37″B 1°00′15″T / 39,893628°B 1,00423°T  | RI-51-0011456       | 25-06-1985           | Upload image                                   |
| Lâu đài Poyo                  | Di tích Kiến trúc phòng thủ    | Alpuente Cerro del Poyo                                                                             | 39°56′59″B 1°02′52″T / 39,949655°B 1,047818°T | RI-51-0009343       | 09-10-1996           | Upload image                                   |
| Lâu đài Alpuente              | Di tích Kiến trúc phòng thủ    | Alpuente                                                                                            | 39°52′37″B 1°00′43″T / 39,876939°B 1,011854°T | RI-51-0010655       | 20-06-2001           | Castillo y murallas de Alpuente · Upload image |
| Khu vực icnológico Corcolilla | Địa điểm lịch sử Paleontología | Alpuente                                                                                            | 39°56′09″B 1°00′30″T / 39,935833°B 1,008333°T | ARI-54-0000199      | Incoado              | Upload image                                   |
| Khu vực icnológico Arquela    | Địa điểm lịch sử Paleontología | Alpuente                                                                                            | 39°48′24″B 1°01′16″T / 39,806667°B 1,021111°T | ARI-54-0000205      | Incoado              | Upload image                                   |
| Khu vực icnológico Losilla    | Địa điểm lịch sử Paleontología | Alpuente                                                                                            |                                               | ARI-54-0000200      | Incoado              | Upload image                                   |
| Khu vực icnológico Vizcota    | Địa điểm lịch sử Paleontología | Alpuente                                                                                            |                                               | ARI-54-0000203      | Incoado              | Upload image                                   |

#### Andilla
| Tên                        | Dạng                        | Địa điểm                               | Tọa độ                                        | Số hồ sơ tham khảo? | Ngày nhận danh hiệu? | Hình ảnh                                         |
| -------------------------- | --------------------------- | -------------------------------------- | --------------------------------------------- | ------------------- | -------------------- | ------------------------------------------------ |
| Lâu đài Andilla            | Di tích Kiến trúc phòng thủ | Andilla Cerro más alto de la población | 39°50′09″B 0°48′56″T / 39,835908°B 0,815564°T | RI-51-0010647       | 06-06-2001           | Castillo y murallas · Upload image               |
| Nhà thờ Asunción (Andilla) | Di tích Kiến trúc tôn giáo  | Andilla Pl. Iglesia, 1                 | 39°50′10″B 0°48′49″T / 39,835974°B 0,81348°T  | RI-51-0011555       | 09-02-2007           | Iglesia parroquial de la Asunción · Upload image |

#### Anna
| Tên                               | Dạng    | Địa điểm                    | Tọa độ                                        | Số hồ sơ tham khảo? | Ngày nhận danh hiệu? | Hình ảnh     |
| --------------------------------- | ------- | --------------------------- | --------------------------------------------- | ------------------- | -------------------- | ------------ |
| Cung điện Condes Cervellón (Anna) | Di tích | Anna Paseo de la Alameda, 4 | 39°01′18″B 0°38′34″T / 39,021706°B 0,642727°T | RI-51-0010670       | 25-06-1985           | Upload image |

#### Antella
| Tên                    | Dạng    | Địa điểm                  | Tọa độ                                        | Số hồ sơ tham khảo? | Ngày nhận danh hiệu? | Hình ảnh     |
| ---------------------- | ------- | ------------------------- | --------------------------------------------- | ------------------- | -------------------- | ------------ |
| Tháp Cung điện Antella | Di tích | Antella C. San Rafael, 22 | 39°04′44″B 0°35′32″T / 39,078902°B 0,592128°T | RI-51-0010661       | 20-06-2001           | Upload image |

#### Aras de los Olmos
| Tên                            | Dạng | Địa điểm                                         | Tọa độ                                        | Số hồ sơ tham khảo? | Ngày nhận danh hiệu? | Hình ảnh     |
| ------------------------------ | ---- | ------------------------------------------------ | --------------------------------------------- | ------------------- | -------------------- | ------------ |
| Blasones và escudos Aras Olmos |      | Aras de los Olmos En diversos lugares del pueblo | 39°55′27″B 1°07′59″T / 39,924167°B 1,133194°T | 46.10.041-009       |                      | Upload image |
| Tháp Cortijo                   |      | Aras de los Olmos C. Cortijo                     | 39°55′26″B 1°07′56″T / 39,923913°B 1,132164°T | 46.10.041-005       |                      | Upload image |

#### Aielo de Malferit(Aielo de Malferit)
| Tên                              | Dạng    | Địa điểm                          | Tọa độ                                        | Số hồ sơ tham khảo? | Ngày nhận danh hiệu? | Hình ảnh                                             |
| -------------------------------- | ------- | --------------------------------- | --------------------------------------------- | ------------------- | -------------------- | ---------------------------------------------------- |
| Lâu đài Cung điện Ayelo Malferit | Di tích | Ayelo de Malferit Pl. Palacio, 12 | 38°52′36″B 0°35′32″T / 38,876708°B 0,592114°T | RI-51-0010578       | 08-03-2001           | Castillo Palacio de Ayelo de Malferit · Upload image |

#### Aielo de Rugat(Aielo de Rugat)
| Tên           | Dạng                        | Địa điểm                                  | Tọa độ                                        | Số hồ sơ tham khảo? | Ngày nhận danh hiệu? | Hình ảnh     |
| ------------- | --------------------------- | ----------------------------------------- | --------------------------------------------- | ------------------- | -------------------- | ------------ |
| Lâu đài Rugat | Di tích Kiến trúc phòng thủ | Ayelo de Rugat Cerro junto a la población | 38°52′26″B 0°23′16″T / 38,873965°B 0,387679°T | RI-51-0010808       | 25-06-1985           | Upload image |

#### Ayora
| Tên                                     | Dạng                              | Địa điểm                                                             | Tọa độ                                        | Số hồ sơ tham khảo? | Ngày nhận danh hiệu? | Hình ảnh                                       |
| --------------------------------------- | --------------------------------- | -------------------------------------------------------------------- | --------------------------------------------- | ------------------- | -------------------- | ---------------------------------------------- |
| Lâu đài Ayora                           | Di tích Kiến trúc quân sự Lâu đài | Ayora Cerro elevado al este del municipio.                           | 39°03′30″B 1°03′20″T / 39,05833°B 1,055597°T  | RI-51-0010507       | 10-01-2000           | Upload image                                   |
| Cruz Cubierta Ayora                     |                                   | Ayora Situada en la carretera a Almansa, a la salida de la población | 39°03′14″B 1°03′01″T / 39,053953°B 1,050403°T | 46.19.044-008       |                      | Upload image                                   |
| Nhà thờ Santa María Mayor (Ayora)       | Di tích Kiến trúc tôn giáo        | Ayora En la parte baja del castillo                                  | 39°03′32″B 1°03′20″T / 39,058805°B 1,055439°T | RI-51-0012138       | 28-09-2007           | Iglesia de Santa María la Mayor · Upload image |
| Nhà thờ Asunción Nuestra Señora (Ayora) | Di tích Kiến trúc tôn giáo        | Ayora Calle de la Iglesia, 1                                         | 39°03′28″B 1°03′26″T / 39,057876°B 1,057251°T | RI-51-0004496       | 21-05-1981           | Upload image                                   |
| Ruinas Castellar Meca                   | Khu khảo cổ                       | Ayora Puntal de la Sierra del Mugrón.                                | 38°57′37″B 1°09′14″T / 38,960139°B 1,15375°T  | RI-55-0000053       | 03-06-1931           | Ruinas del Castellar de la Meca · Upload image |

### B

#### Bèlgida(Bèlgida)
| Tên                            | Dạng                        | Địa điểm                             | Tọa độ | Số hồ sơ tham khảo? | Ngày nhận danh hiệu? | Hình ảnh     |
| ------------------------------ | --------------------------- | ------------------------------------ | ------ | ------------------- | -------------------- | ------------ |
| Tháp Lâu đài Cung điện Bellvís | Di tích Kiến trúc phòng thủ | Bélgida En el centro de la población |        | RI-51-0010941       | 04-12-2002           | Upload image |

#### Benaguasil(Benaguasil)
| Tên                           | Dạng                        | Địa điểm                                                       | Tọa độ                                       | Số hồ sơ tham khảo? | Ngày nhận danh hiệu? | Hình ảnh                                         |
| ----------------------------- | --------------------------- | -------------------------------------------------------------- | -------------------------------------------- | ------------------- | -------------------- | ------------------------------------------------ |
| Tàn tích Lâu đài Benaguacil   | Di tích Kiến trúc phòng thủ | Benaguacil Dentro del edificio Unión Musical, pl. del Castillo | 39°35′41″B 0°35′05″T / 39,594769°B 0,58462°T | RI-51-0011199       | 25-06-1985           | Restos del Castillo de Benaguacil · Upload image |
| Recinto amurallado Benaguacil | Di tích Kiến trúc phòng thủ | Benaguacil C. Muro                                             | 39°35′37″B 0°35′03″T / 39,593547°B 0,58406°T | RI-51-0011198       | 25-06-1985           | Restos del recinto amurallado · Upload image     |
| Tháp Felx                     | Di tích                     | Benaguacil Paraje del Pla de la Barca                          |                                              | ARI-51-0010669      | Incoado              | Upload image                                     |

#### Benavites
| Tên                        | Dạng | Địa điểm                       | Tọa độ                                        | Số hồ sơ tham khảo? | Ngày nhận danh hiệu? | Hình ảnh                                        |
| -------------------------- | ---- | ------------------------------ | --------------------------------------------- | ------------------- | -------------------- | ----------------------------------------------- |
| Nhà thờ Santiago Benicalaf |      | Benavites Poblado de Benicalaf |                                               | 46.12.052-003       |                      | Iglesia de Santiago de Benicalaf · Upload image |
| Tháp Benavites             |      | Benavites C. Mayor             | 39°44′26″B 0°15′27″T / 39,740424°B 0,257568°T | RI-51-0004456       |                      | Torre de Benavites · Upload image               |

#### Beniatjar
| Tên                      | Dạng | Địa điểm                     | Tọa độ                                        | Số hồ sơ tham khảo? | Ngày nhận danh hiệu? | Hình ảnh     |
| ------------------------ | ---- | ---------------------------- | --------------------------------------------- | ------------------- | -------------------- | ------------ |
| Ruinas Lâu đài Carbonera |      | Beniatjar Cerro del castillo | 38°50′10″B 0°26′03″T / 38,835998°B 0,434175°T | 46.24.056-002       |                      | Upload image |

#### Benifairó de la Valldigna
| Tên                                      | Dạng | Địa điểm                                      | Tọa độ                                        | Số hồ sơ tham khảo? | Ngày nhận danh hiệu? | Hình ảnh                           |
| ---------------------------------------- | ---- | --------------------------------------------- | --------------------------------------------- | ------------------- | -------------------- | ---------------------------------- |
| Lâu đài Marinyén, hay Lâu đài Reina Mora |      | Benifairó de la Valldigna A 2,5 Km del núcleo | 39°02′53″B 0°16′33″T / 39,047978°B 0,275911°T | RI-51-0010910       |                      | Castillo de Mariñén · Upload image |

#### Benifairó de los Valles(Benifairó de les Valls)
| Tên                         | Dạng | Địa điểm                                               | Tọa độ                                       | Số hồ sơ tham khảo? | Ngày nhận danh hiệu? | Hình ảnh     |
| --------------------------- | ---- | ------------------------------------------------------ | -------------------------------------------- | ------------------- | -------------------- | ------------ |
| Nhà Cung điện Vives Cañamás |      | Benifairó de los Valles Frente a la iglesia parroquial | 39°43′47″B 0°16′03″T / 39,72975°B 0,267513°T | 46.12.058-002       |                      | Upload image |

#### Benifaió(Benifaió)
| Tên                        | Dạng | Địa điểm                                                                  | Tọa độ                                        | Số hồ sơ tham khảo? | Ngày nhận danh hiệu? | Hình ảnh                         |
| -------------------------- | ---- | ------------------------------------------------------------------------- | --------------------------------------------- | ------------------- | -------------------- | -------------------------------- |
| Tháp Quảng trường Benifayó |      | Benifaió Centro de la población                                           | 39°17′06″B 0°25′38″T / 39,28496°B 0,427153°T  | RI-51-0010523       |                      | Torre de la Plaza · Upload image |
| Tháp Mussa                 |      | Benifaió A las afueras de la población, junto a la ctra. Benifayó-Catadau | 39°17′22″B 0°25′55″T / 39,289392°B 0,431866°T | RI-51-0010514       |                      | Torre Muza · Upload image        |

#### Benigànim(Benigànim)
| Tên                                     | Dạng | Địa điểm                | Tọa độ                                        | Số hồ sơ tham khảo? | Ngày nhận danh hiệu? | Hình ảnh                                      |
| --------------------------------------- | ---- | ----------------------- | --------------------------------------------- | ------------------- | -------------------- | --------------------------------------------- |
| Nhà thờ San Miguel Arcángel (Benigánim) |      | Benigànim C. Iglesia, 6 | 38°56′38″B 0°26′38″T / 38,943899°B 0,444024°T | RI-51-0012152       |                      | Iglesia de San Miguel Arcángel · Upload image |

#### Benissanó(Benissanó)
| Tên                  | Dạng | Địa điểm                                 | Tọa độ                                        | Số hồ sơ tham khảo? | Ngày nhận danh hiệu? | Hình ảnh     |
| -------------------- | ---- | ---------------------------------------- | --------------------------------------------- | ------------------- | -------------------- | ------------ |
| Lâu đài Benisanó     |      | Benissanó En las afueras de la población | 39°36′51″B 0°34′41″T / 39,614197°B 0,578139°T | RI-51-0008988       |                      | Upload image |
| Tường thành Benisanó |      | Benissanó                                | 39°36′50″B 0°34′42″T / 39,613896°B 0,57844°T  | 46.11.067-008       |                      | Upload image |

#### Benissuera(Benissuera)
| Tên                       | Dạng | Địa điểm                | Tọa độ                                        | Số hồ sơ tham khảo? | Ngày nhận danh hiệu? | Hình ảnh     |
| ------------------------- | ---- | ----------------------- | --------------------------------------------- | ------------------- | -------------------- | ------------ |
| Lâu đài Cung điện Bellvís |      | Benissuera Pl. Mayor, 9 | 38°54′45″B 0°28′39″T / 38,912565°B 0,477463°T | RI-51-0010940       |                      | Upload image |

#### Bétera
| Tên                                                          | Dạng | Địa điểm | Tọa độ                                        | Số hồ sơ tham khảo? | Ngày nhận danh hiệu? | Hình ảnh                                                |
| ------------------------------------------------------------ | ---- | --- | --------------------------------------------- | ------------------- | -------------------- | ------------------------------------------------------- |
| Nhà hoang Divina Pastora (Bétera)                            |      | Bétera Centro de la población entre c/ Espronceda y c/ Marqués de Dos Aguas con acceso desde la Plaza del Calvario |                                               | 46.11.070-003       |                      | Ermita de la Divina Pastora · Upload image              |
| Lâu đài Cung điện Boíl                                       |      | Bétera Plaza del Castillo                                                                                          | 39°35′33″B 0°27′47″T / 39,592392°B 0,463194°T | RI-51-0011126       |                      | Castillo Palacio de los Boíl · Upload image             |
| Khu dân cư ibérico amurallado Tos Pelat                      |      | Bétera và Moncada, Valencia Cercano a la ctra. de Torres Torres a Bétera                                           |                                               | RI-51-0011388       |                      | Poblado ibérico amurallado del Tos Pelat · Upload image |
| Tàn tích arqueológicos Alquería islámica Bofilla và su torre |      | Bétera Al este del pueblo, cerca del Carraixet                                                                     | 39°34′49″B 0°25′45″T / 39,580206°B 0,429234°T | RI-51-0010512       |                      | Alquería islámica de Bofilla · Upload image             |

#### Bicorp
| Tên                                 | Dạng | Địa điểm                      | Tọa độ                                        | Số hồ sơ tham khảo? | Ngày nhận danh hiệu? | Hình ảnh     |
| ----------------------------------- | ---- | ----------------------------- | --------------------------------------------- | ------------------- | -------------------- | ------------ |
| Castillo-Palacio Señor Bicorp       |      | Bicorp Plaza del Castillo, 16 | 39°07′54″B 0°47′13″T / 39,131542°B 0,787068°T | RI-51-0010977       |                      | Upload image |
| Khu vực icnológico Barranco Randero |      | Bicorp                        |                                               | A-R-I-54-0000197    |                      | Upload image |
| Fuerte Las Pedrizas                 |      | Bicorp Las Pedrizas           |                                               | 46.22.071-003       |                      | Upload image |

#### Bocairent(Bocairent)
| Tên                     | Dạng | Địa điểm                                                                        | Tọa độ                                        | Số hồ sơ tham khảo? | Ngày nhận danh hiệu? | Hình ảnh                                  |
| ----------------------- | ---- | ------------------------------------------------------------------------------- | --------------------------------------------- | ------------------- | -------------------- | ----------------------------------------- |
| Covetes dels Moros      |      | Bocairent Barranco de la Fos                                                    | 38°46′11″B 0°36′26″T / 38,769708°B 0,607301°T | RI-51-0000973       |                      | Covetes dels Moros · Upload image         |
| Tháp Mariola            |      | Bocairent Alto de Mariola                                                       |                                               | 46.24.072-022       |                      | Upload image                              |
| Barrio Villa Bocairente |      | Bocairent Pl. San Vicente, c. Abadía, c. Mayor, c. de les Voltes y circundantes |                                               | RI-53-0000189       |                      | Núcleo antiguo de la Villa · Upload image |

#### Bolbaite
| Tên              | Dạng | Địa điểm                                   | Tọa độ                                        | Số hồ sơ tham khảo? | Ngày nhận danh hiệu? | Hình ảnh                |
| ---------------- | ---- | ------------------------------------------ | --------------------------------------------- | ------------------- | -------------------- | ----------------------- |
| Lâu đài Bolbaite |      | Bolbaite Vertiente que domina la población | 39°03′48″B 0°40′32″T / 39,063393°B 0,675579°T | RI-51-0010758       |                      | Castillo · Upload image |

#### Buñol
| Tên                          | Dạng | Địa điểm            | Tọa độ                                        | Số hồ sơ tham khảo? | Ngày nhận danh hiệu? | Hình ảnh                         |
| ---------------------------- | ---- | ------------------- | --------------------------------------------- | ------------------- | -------------------- | -------------------------------- |
| Lâu đài Buñol                |      | Buñol Núcleo urbano | 39°25′10″B 0°47′25″T / 39,419372°B 0,790139°T | RI-51-0009703       |                      | Castillo de Buñol · Upload image |
| Tháp telegrafía óptica Buñol |      | Buñol Portillo      | 39°26′16″B 0°49′00″T / 39,437797°B 0,816594°T | 46.18.077-011       |                      | Upload image                     |

#### Burjassot(Burjassot)
| Tên                                                 | Dạng | Địa điểm                                                                                         | Tọa độ                                        | Số hồ sơ tham khảo? | Ngày nhận danh hiệu? | Hình ảnh                                        |
| --------------------------------------------------- | ---- | ------------------------------------------------------------------------------------------------ | --------------------------------------------- | ------------------- | -------------------- | ----------------------------------------------- |
| Patio Silos                                         |      | Burjassot Pl. San Roque, av. Mártires de la Libertad, Pl. Emilio Castelar, Pl. Concepción Arenal | 39°30′33″B 0°24′42″T / 39,509045°B 0,411792°T | RI-51-0004619       |                      | Silos · Upload image                            |
| Colegio Mayor San Juan Ribera, hay Castillo-Palacio |      | Burjassot C. Jorge Juan, 6                                                                       | 39°30′19″B 0°24′21″T / 39,505211°B 0,405888°T | 46.13.078-005       |                      | Colegio Mayor San Juan de Ribera · Upload image |

### C

#### Canals, Valencia
| Tên                            | Dạng | Địa điểm                           | Tọa độ                                        | Số hồ sơ tham khảo? | Ngày nhận danh hiệu? | Hình ảnh     |
| ------------------------------ | ---- | ---------------------------------- | --------------------------------------------- | ------------------- | -------------------- | ------------ |
| Tower and walls of the Borgias |      | Canals Núcleo urbano de la Torreta | 38°57′20″B 0°35′24″T / 38,955515°B 0,589938°T | RI-51-0010524       |                      | Upload image |

#### Carcaixent(Carcaixent)
| Tên                                | Dạng | Địa điểm                                                              | Tọa độ                                        | Số hồ sơ tham khảo? | Ngày nhận danh hiệu? | Hình ảnh                                           |
| ---------------------------------- | ---- | --------------------------------------------------------------------- | --------------------------------------------- | ------------------- | -------------------- | -------------------------------------------------- |
| Monastery of Aguas Vivas           |      | Carcaixent Valle de Aguas Vivas, ctra. Alcira a Tabernes de Valldigna | 39°05′21″B 0°21′17″T / 39,089264°B 0,354631°T | RI-51-0012156       |                      | Convento de Aguas Vivas · Upload image             |
| Nhà hoang San Roque Ternils        |      | Carcaixent Ctra. Alberique a Cogullada                                | 39°06′37″B 0°28′24″T / 39,110383°B 0,473297°T | RI-51-0004316       |                      | Ermita de San Roque de Ternils · Upload image      |
| Nhà thờ San Bartolomé (Carcagente) |      | Carcaixent Ctra. Alberique a Cogullada                                | 39°06′41″B 0°27′47″T / 39,111274°B 0,463017°T | RI-51-0012157       |                      | Iglesia parroquial de San Bartolomé · Upload image |

#### Castellonet de la Conquesta(Castellonet de la Conquesta)
| Tên                 | Dạng | Địa điểm                                                                              | Tọa độ                                       | Số hồ sơ tham khảo? | Ngày nhận danh hiệu? | Hình ảnh     |
| ------------------- | ---- | ------------------------------------------------------------------------------------- | -------------------------------------------- | ------------------- | -------------------- | ------------ |
| Lâu đài Castellonet |      | Castellonet de la Conquesta En la parte baja del pueblo, junto al lavadero municipal. | 38°54′56″B 0°15′47″T / 38,91548°B 0,263122°T | 46.25.091-002       |                      | Upload image |

#### Castielfabib
| Tên                                           | Dạng | Địa điểm                                   | Tọa độ                                        | Số hồ sơ tham khảo? | Ngày nhận danh hiệu? | Hình ảnh                                                           |
| --------------------------------------------- | ---- | ------------------------------------------ | --------------------------------------------- | ------------------- | -------------------- | ------------------------------------------------------------------ |
| Nhà thờ Nuestra Señora Ángeles (Castielfabib) |      | Castielfabib C. de la Iglesia, 1           | 40°07′52″B 1°18′14″T / 40,131188°B 1,303865°T | RI-51-0011981       |                      | Iglesia Parroquial de Nuestra Señora de los Ángeles · Upload image |
| Lâu đài và tường thành Castielfabib           |      | Castielfabib Cerro que domina la población | 40°07′51″B 1°18′15″T / 40,130717°B 1,30425°T  | RI-51-0011186       |                      | Upload image                                                       |

#### Catadau
| Tên             | Dạng | Địa điểm | Tọa độ | Số hồ sơ tham khảo? | Ngày nhận danh hiệu? | Hình ảnh     |
| --------------- | ---- | -------- | ------ | ------------------- | -------------------- | ------------ |
| Lâu đài Catadau |      | Catadau  |        | 46.20.093-001       |                      | Upload image |

#### Catarroja
| Tên         | Dạng | Địa điểm                  | Tọa độ                                        | Số hồ sơ tham khảo? | Ngày nhận danh hiệu? | Hình ảnh                    |
| ----------- | ---- | ------------------------- | --------------------------------------------- | ------------------- | -------------------- | --------------------------- |
| Nhà Vivanco |      | Catarroja Camino Real, 22 | 39°24′11″B 0°24′13″T / 39,403124°B 0,403628°T | RI-51-0004525       |                      | Casa Vivanco · Upload image |

#### Caudete de las Fuentes
| Tên                                        | Dạng | Địa điểm                                              | Tọa độ                                        | Số hồ sơ tham khảo? | Ngày nhận danh hiệu? | Hình ảnh     |
| ------------------------------------------ | ---- | ----------------------------------------------------- | --------------------------------------------- | ------------------- | -------------------- | ------------ |
| Khu dân cư ibérico amurallado Los Villares |      | Caudete de las Fuentes Junto a la ctra. a Los Isidros | 39°33′13″B 1°16′59″T / 39,553697°B 1,283073°T | 46.17.095-002       |                      | Upload image |

#### Chelva
| Tên                                                             | Dạng | Địa điểm                         | Tọa độ                                        | Số hồ sơ tham khảo? | Ngày nhận danh hiệu? | Hình ảnh                                                            |
| --------------------------------------------------------------- | ---- | -------------------------------- | --------------------------------------------- | ------------------- | -------------------- | ------------------------------------------------------------------- |
| Villa Chelva và sus huertas                                     |      | Chelva                           | 39°44′50″B 0°59′51″T / 39,747119°B 0,997606°T | 46.10.106-003       |                      | Villa de Chelva y sus huertas · Upload image                        |
| Lâu đài và tường thành Chelva                                   |      | Chelva Plaza Mayor               | 39°44′50″B 0°59′51″T / 39,747118°B 0,997605°T | RI-51-0010723       |                      | Castillo y murallas · Upload image                                  |
| Nhà thờ Nuestra Señora Ángeles (Chelva), hay iglesia parroquial |      | Chelva Pl. Mayor                 | 39°44′51″B 0°59′51″T / 39,747477°B 0,997383°T | RI-51-0012034       |                      | Iglesia arciprestal de Nuestra Señora de los Ángeles · Upload image |
| Torrecilla                                                      |      | Chelva Camino de la Peña Cortada | 39°45′20″B 0°59′21″T / 39,755511°B 0,989258°T | 46.10.106-030       |                      | La Torrecilla · Upload image                                        |

#### Chera, Valencia
| Tên           | Dạng | Địa điểm                                               | Tọa độ | Số hồ sơ tham khảo? | Ngày nhận danh hiệu? | Hình ảnh                         |
| ------------- | ---- | ------------------------------------------------------ | ------ | ------------------- | -------------------- | -------------------------------- |
| Lâu đài Chera |      | Chera Sobre un cerro en las proximidades del municipio |        | RI-51-0010637       |                      | Castillo de Chera · Upload image |

#### Cheste
| Tên                                    | Dạng | Địa điểm              | Tọa độ                                       | Số hồ sơ tham khảo? | Ngày nhận danh hiệu? | Hình ảnh                                                   |
| -------------------------------------- | ---- | --------------------- | -------------------------------------------- | ------------------- | -------------------- | ---------------------------------------------------------- |
| Nhà thờ San Lucas Evangelista (Cheste) |      | Cheste Pl. Iglesia, 1 | 39°29′40″B 0°40′58″T / 39,49457°B 0,682853°T | RI-51-0011122       |                      | Iglesia parroquial de San Lucas Evangelista · Upload image |

#### Chiva, Valencia
| Tên                          | Dạng | Địa điểm                                         | Tọa độ                                                        | Số hồ sơ tham khảo? | Ngày nhận danh hiệu? | Hình ảnh                                  |
| ---------------------------- | ---- | ------------------------------------------------ | ------------------------------------------------------------- | ------------------- | -------------------- | ----------------------------------------- |
| Lâu đài Chiva                |      | Chiva, Valencia Cerro que domina la población    | 39°28′06″B 0°43′06″T / 39,468472°B 0,718333°T                 | RI-51-0010536       |                      | Castillo de Chiva · Upload image          |
| Tháp Chiva                   |      | Chiva, Valencia C. Olivera, 25                   | 39°28′27″B 0°42′58″T / 39,474263°B 0,716177°TChiva, Valencia) | RI-51-0010537       |                      | Torreta de Chiva, Valencia · Upload image |
| Tháp telegrafía óptica Chiva |      | Chiva, Valencia La Muela de Pota o del Telégrafo | 39°27′24″B 0°37′24″T / 39,456685°B 0,623383°TChiva, Valencia) | 46.18.111-008       |                      | Upload image                              |

#### Chulilla
| Tên              | Dạng | Địa điểm                       | Tọa độ                                        | Số hồ sơ tham khảo? | Ngày nhận danh hiệu? | Hình ảnh                |
| ---------------- | ---- | ------------------------------ | --------------------------------------------- | ------------------- | -------------------- | ----------------------- |
| Lâu đài Chulilla |      | Chulilla Cerro sobre el pueblo | 39°39′20″B 0°53′37″T / 39,655531°B 0,893517°T | RI-51-0010634       |                      | Castillo · Upload image |

#### Cofrentes
| Tên               | Dạng | Địa điểm                     | Tọa độ                                        | Số hồ sơ tham khảo? | Ngày nhận danh hiệu? | Hình ảnh                             |
| ----------------- | ---- | ---------------------------- | --------------------------------------------- | ------------------- | -------------------- | ------------------------------------ |
| Lâu đài Cofrentes |      | Cofrentes En el casco urbano | 39°13′50″B 1°03′47″T / 39,230623°B 1,062955°T | RI-51-0010687       |                      | Castillo de Cofrentes · Upload image |

#### Corbera
| Tên                          | Dạng                        | Địa điểm                              | Tọa độ                                        | Số hồ sơ tham khảo? | Ngày nhận danh hiệu? | Hình ảnh                                              |
| ---------------------------- | --------------------------- | ------------------------------------- | --------------------------------------------- | ------------------- | -------------------- | ----------------------------------------------------- |
| Lâu đài Corbera              |                             | Corbera Cerro al sur de la población. | 39°09′18″B 0°21′10″T / 39,155°B 0,352778°T    | RI-51-0009956       |                      | Castillo de Corbera · Upload image                    |
| Tháp árabe Ermita San Miguel | Di tích Kiến trúc phòng thủ | Corbera Cerro de San Miguel           | 39°10′15″B 0°21′26″T / 39,170877°B 0,357177°T | RI-51-0009217       | 24-04-1996           | Torre árabe de la Ermita de San Miguel · Upload image |

#### Cortes de Pallás
| Tên            | Dạng | Địa điểm                                                           | Tọa độ                                        | Số hồ sơ tham khảo? | Ngày nhận danh hiệu? | Hình ảnh                          |
| -------------- | ---- | ------------------------------------------------------------------ | --------------------------------------------- | ------------------- | -------------------- | --------------------------------- |
| Lâu đài Ruaya  |      | Cortes de Pallás Cerca de la población                             | 39°14′23″B 0°59′08″T / 39,239671°B 0,985418°T | RI-51-0010581       |                      | Upload image                      |
| Lâu đài Otonel |      | Cortes de Pallás Junto al lugar del mismo nombre                   | 39°15′33″B 0°50′56″T / 39,259052°B 0,848823°T | RI-51-0007323       |                      | Upload image                      |
| Lâu đài Chirel |      | Cortes de Pallás Montaña frente a la Muela de Cortes               | 39°14′22″B 0°59′07″T / 39,239555°B 0,98528°T  | RI-51-0010804       |                      | Castillo de Chirel · Upload image |
| Lâu đài Pileta |      | Cortes de Pallás Junto a la CV-428 en dirección a la Aldea del Oro | 39°14′41″B 0°56′05″T / 39,244708°B 0,934777°T | RI-51-0010766       |                      | Upload image                      |

#### Quart de les Valls(Quart de les Valls)
| Tên                                           | Dạng | Địa điểm                             | Tọa độ                                        | Số hồ sơ tham khảo? | Ngày nhận danh hiệu? | Hình ảnh                                                         |
| --------------------------------------------- | ---- | ------------------------------------ | --------------------------------------------- | ------------------- | -------------------- | ---------------------------------------------------------------- |
| Nhà thờ San Miguel Arcángel (Cuart les Valls) |      | Quart de les Valls Pl. San Miguel, 3 | 39°44′22″B 0°16′17″T / 39,739475°B 0,271394°T | RI-51-0004595       |                      | Antigua Iglesia parroquial de San Miguel Arcángel · Upload image |

#### Quart de Poblet(Quart de Poblet)
| Tên                             | Dạng | Địa điểm                    | Tọa độ                                        | Số hồ sơ tham khảo? | Ngày nhận danh hiệu? | Hình ảnh                                        |
| ------------------------------- | ---- | --------------------------- | --------------------------------------------- | ------------------- | -------------------- | ----------------------------------------------- |
| Tramo histórico Acequia Mislata |      | Quart de Poblet             |                                               | RI-51-0011248       |                      | Upload image                                    |
| Azud Acequia Fabara             |      | Quart de Poblet             |                                               | RI-51-0011245       |                      | Upload image                                    |
| Azud Acequia Rascaña            |      | Quart de Poblet             | 39°29′04″B 0°26′19″T / 39,484362°B 0,43849°T  | RI-51-0011246       |                      | Upload image                                    |
| Cisterna árabe Cuart Poblet     |      | Quart de Poblet Pl. Iglesia | 39°29′01″B 0°26′30″T / 39,483483°B 0,441653°T | RI-51-0004506       |                      | Cisterna árabe (Cuart de Poblet) · Upload image |

#### Cullera
| Tên                            | Dạng | Địa điểm                                                                                        | Tọa độ                                        | Số hồ sơ tham khảo? | Ngày nhận danh hiệu? | Hình ảnh                                     |
| ------------------------------ | ---- | ----------------------------------------------------------------------------------------------- | --------------------------------------------- | ------------------- | -------------------- | -------------------------------------------- |
| Lâu đài và tường thành Cullera |      | Cullera Montaña de Cullera                                                                      | 39°09′58″B 0°14′59″T / 39,166111°B 0,249722°T | RI-51-0004867       |                      | Castillo y murallas (Cullera) · Upload image |
| Cruz Término Cullera           |      | Cullera Museo Arqueológico de Cullera, situado dentro del Castillo de Cullera.                  | 39°09′57″B 0°14′58″T / 39,16585°B 0,249483°T  | 46.21.105-023       |                      | Cruz de Término · Upload image               |
| Tháp Marenyet                  |      | Cullera Junto a la playa del Marenyet. En el margen derecho de la desembocadura del Júcar River | 39°08′34″B 0°14′25″T / 39,142861°B 0,240278°T | RI-51-0003882       |                      | Torre del Marenyet · Upload image            |
| Escudo heráldico Mojón         |      | Cullera Museo Arqueológico de Cullera, situado dentro del Castillo de Cullera.                  | 39°09′57″B 0°14′58″T / 39,16585°B 0,249483°T  | 46.21.105-041       |                      | Escudo heráldico · Upload image              |

### D

#### Domeño
| Tên            | Dạng | Địa điểm                                                         | Tọa độ                                        | Số hồ sơ tham khảo? | Ngày nhận danh hiệu? | Hình ảnh     |
| -------------- | ---- | ---------------------------------------------------------------- | --------------------------------------------- | ------------------- | -------------------- | ------------ |
| Lâu đài Domeño |      | Domeño En la orilla derecha del río Tuéjar e izquierda del Turia | 39°42′36″B 0°56′34″T / 39,710081°B 0,942878°T | 46.10.114-001       |                      | Upload image |

#### Dos Aguas(Dosaigües)
| Tên                                        | Dạng | Địa điểm                                  | Tọa độ | Số hồ sơ tham khảo? | Ngày nhận danh hiệu? | Hình ảnh     |
| ------------------------------------------ | ---- | ----------------------------------------- | ------ | ------------------- | -------------------- | ------------ |
| Khu vực icnológico Dos Aguas               |      | Dos Aguas                                 |        | A-R-I-54-0000204    |                      | Upload image |
| Lâu đài Madrona Dos Aguas                  |      | Dos Aguas Junto a la orilla del río Júcar |        | RI-51-0010805       |                      | Upload image |
| Tàn tích Lâu đài Dos Aguas, Tháp Vilaragut |      | Dos Aguas En el centro de la población    |        | RI-51-0010803       |                      | Upload image |

### E

#### El Puig
| Tên                          | Dạng | Địa điểm                                                | Tọa độ                                        | Số hồ sơ tham khảo? | Ngày nhận danh hiệu? | Hình ảnh                                      |
| ---------------------------- | ---- | ------------------------------------------------------- | --------------------------------------------- | ------------------- | -------------------- | --------------------------------------------- |
| Lâu đài Cebolla              |      | El Puig En el cima de uno de los cerros de la población | 39°35′28″B 0°18′16″T / 39,590997°B 0,304494°T | RI-51-0010924       |                      | Castillo del Puig · Upload image              |
| Cartuja Aracristi            |      | El Puig Junto a la antigua carretera a Barcelona        | 39°35′41″B 0°19′14″T / 39,594647°B 0,320606°T | RI-51-0008313       |                      | Cartuja de Aracristi · Upload image           |
| Tháp Vigia Puig, hay Torreta |      | El Puig Camino de la playa                              |                                               | RI-51-0010915       |                      | Torre Vigia · Upload image                    |
| Tu viện Santa María Puig     |      | El Puig Pl. General Mola, 6                             | 39°35′19″B 0°18′12″T / 39,588498°B 0,303375°T | RI-51-0003812       |                      | Real Monasterio de Santa María · Upload image |

#### Enguera
| Tên                                   | Dạng | Địa điểm                               | Tọa độ                                       | Số hồ sơ tham khảo? | Ngày nhận danh hiệu? | Hình ảnh                                                 |
| ------------------------------------- | ---- | -------------------------------------- | -------------------------------------------- | ------------------- | -------------------- | -------------------------------------------------------- |
| Lâu đài Enguera                       |      | Enguera Cerro próximo al núcleo urbano | 38°58′36″B 0°40′44″T / 38,97654°B 0,678906°T | RI-51-0010676       |                      | Castillo · Upload image                                  |
| Nhà thờ San Miguel Arcángel (Enguera) |      | Enguera Plaza de la Iglesia            | 38°58′42″B 0°41′14″T / 38,97827°B 0,687344°T | RI-51-0011584       |                      | Iglesia parroquial de San Miguel Arcángel · Upload image |

#### Estivella
| Tên             | Dạng | Địa điểm                                        | Tọa độ                                        | Số hồ sơ tham khảo? | Ngày nhận danh hiệu? | Hình ảnh                           |
| --------------- | ---- | ----------------------------------------------- | --------------------------------------------- | ------------------- | -------------------- | ---------------------------------- |
| Lâu đài Beselga |      | Estivella En el cerro al oeste de la población. | 39°42′45″B 0°22′04″T / 39,712377°B 0,367844°T | RI-51-0010926       |                      | Castillo de Beselga · Upload image |

### F

#### Faura
| Tên                                                      | Dạng | Địa điểm                 | Tọa độ                                        | Số hồ sơ tham khảo? | Ngày nhận danh hiệu? | Hình ảnh                                                                        |
| -------------------------------------------------------- | ---- | ------------------------ | --------------------------------------------- | ------------------- | -------------------- | ------------------------------------------------------------------------------- |
| Escudo nobiliario familia Vilarrasa ở Cung điện Señorial |      | Faura Plaza Mayor, 7 y 8 | 39°42′45″B 0°22′04″T / 39,712377°B 0,367844°T | 46.12.122-005       |                      | Escudo nobiliario de la familia Vilarrasa en el Palacio Señorial · Upload image |

#### La Font d'En Carròs(La Font d'En Carròs)
| Tên              | Dạng                        | Địa điểm                                         | Tọa độ                                        | Số hồ sơ tham khảo? | Ngày nhận danh hiệu? | Hình ảnh                             |
| ---------------- | --------------------------- | ------------------------------------------------ | --------------------------------------------- | ------------------- | -------------------- | ------------------------------------ |
| Lâu đài Rebollet | Di tích Kiến trúc phòng thủ | Fuente Encarroz Al sudeste del núcleo urbano.    | 38°55′06″B 0°09′10″T / 38,918333°B 0,152778°T | RI-51-0010791       | 22-04-1949           | Castillo del Rebollet · Upload image |
| Rafalí           |                             | La Font d'En Carròs Al sudeste del núcleo urbano |                                               | RI-51-0012249       |                      | Upload image                         |

#### Fuenterrobles
| Tên                                  | Dạng | Địa điểm                          | Tọa độ                                        | Số hồ sơ tham khảo? | Ngày nhận danh hiệu? | Hình ảnh     |
| ------------------------------------ | ---- | --------------------------------- | --------------------------------------------- | ------------------- | -------------------- | ------------ |
| Tháp telegrafía óptica Fuenterrobles |      | Fuenterrobles Cerro del Telégrafo | 39°35′15″B 1°19′58″T / 39,587452°B 1,332876°T | 46.17.129-003       |                      | Upload image |

### G

#### Gavarda(Gavarda)
| Tên                         | Dạng | Địa điểm                                                | Tọa độ | Số hồ sơ tham khảo? | Ngày nhận danh hiệu? | Hình ảnh                                      |
| --------------------------- | ---- | ------------------------------------------------------- | ------ | ------------------- | -------------------- | --------------------------------------------- |
| Batería napoleónica Gabarda |      | Gabarda Junto a la urbanización Montejúcar de Alberique |        | RI-51-0010938       |                      | Batería napoleónica de Gabarda · Upload image |

#### Gandia(Gandia)
| Tên                                                                   | Dạng | Địa điểm                              | Tọa độ                                        | Số hồ sơ tham khảo? | Ngày nhận danh hiệu? | Hình ảnh                                               |
| --------------------------------------------------------------------- | ---- | ------------------------------------- | --------------------------------------------- | ------------------- | -------------------- | ------------------------------------------------------ |
| Alquería Duc (Gandía) và lagunas circundantes                         |      | Gandía Partida Fuente de Montaner     | 38°59′25″B 0°10′36″T / 38,990358°B 0,176547°T | RI-51-0010748       |                      | Alquería del Duc y lagunas circundantes · Upload image |
| Alquería phòng thủ Tháp dels Pares, hay Tháp canh alquería dels Pares |      | Gandía Junto a la ctra. Gandia-Daimús | 38°57′40″B 0°09′33″T / 38,961101°B 0,159294°T | 46.25.131-050       |                      | Upload image                                           |
| Lâu đài Bairén                                                        |      | Gandía En el norte del municipio      | 38°59′44″B 0°11′09″T / 38,9956°B 0,1858°T     | RI-51-0010627       |                      | Upload image                                           |
| Collegiate Basilica of Gandia                                         |      | Gandía Pl. Constitución, 1            | 38°58′01″B 0°10′49″T / 38,967047°B 0,180217°T | RI-51-0000974       |                      | Colegiata de Santa María · Upload image                |
| Escuelas Pías Gandía                                                  |      | Gandía Pl. Escuelas Pías              | 38°58′09″B 0°10′50″T / 38,969078°B 0,180642°T | RI-51-0005015       |                      | Escuelas Pías Antigua Universidad · Upload image       |
| Escudo duques Gandía Carlos Borja và Magdalena Centelles siglo XVI    |      | Gandía Pl. San Roque, 4               | 38°57′57″B 0°10′49″T / 38,965916°B 0,180189°T | 46.25.131-062       |                      | Upload image                                           |
| Escudo duques Gandía Carlos Borja và Magdalena Centelles siglo XIX    |      | Gandía Pl. San Roque, 4               | 38°57′57″B 0°10′48″T / 38,965906°B 0,180073°T | 46.25.131-063       |                      | Upload image                                           |
| Morabet                                                               |      | Gandía Pla de la Marchuquera          | 38°57′19″B 0°13′36″T / 38,95536°B 0,226739°T  | RI-51-0004719       |                      | Upload image                                           |
| Tường thành Gandía                                                    |      | Gandía C. San Rafael                  | 38°58′10″B 0°10′59″T / 38,969529°B 0,183072°T | RI-51-0010759       |                      | Murallas · Upload image                                |
| Ducal Palace of Gandia                                                |      | Gandía C. Santo Duque, 1              | 38°57′57″B 0°10′48″T / 38,96586°B 0,179963°T  | RI-51-0001627       |                      | Palacio de los Duques · Upload image                   |

#### Gátova(Gàtova)
| Tên                                 | Dạng | Địa điểm                                | Tọa độ                                        | Số hồ sơ tham khảo? | Ngày nhận danh hiệu? | Hình ảnh     |
| ----------------------------------- | ---- | --------------------------------------- | --------------------------------------------- | ------------------- | -------------------- | ------------ |
| Lâu đài Torrejón, hay Tháp Torrejón |      | Gátova Cerca de la fuente de la Alameda | 39°34′10″B 0°32′28″T / 39,569497°B 0,541082°T | 46.11.902-001       |                      | Upload image |

#### Gestalgar(Xestalgar)
| Tên               | Dạng | Địa điểm                        | Tọa độ                                        | Số hồ sơ tham khảo? | Ngày nhận danh hiệu? | Hình ảnh                             |
| ----------------- | ---- | ------------------------------- | --------------------------------------------- | ------------------- | -------------------- | ------------------------------------ |
| Lâu đài Gestalgar |      | Gestalgar Cerro sobre el pueblo | 39°36′21″B 0°50′01″T / 39,605972°B 0,833693°T | RI-51-0010686       |                      | Castillo de Gestalgar · Upload image |

#### Gilet, Valencia
| Tên        | Dạng | Địa điểm              | Tọa độ                                        | Số hồ sơ tham khảo? | Ngày nhận danh hiệu? | Hình ảnh             |
| ---------- | ---- | --------------------- | --------------------------------------------- | ------------------- | -------------------- | -------------------- |
| Tháp Gilet |      | Gilet C. Ausiàs March | 39°40′43″B 0°19′19″T / 39,678542°B 0,321828°T | RI-51-0010799       |                      | Torre · Upload image |

#### Godella
| Tên                                   | Dạng | Địa điểm                                | Tọa độ | Số hồ sơ tham khảo? | Ngày nhận danh hiệu? | Hình ảnh                                            |
| ------------------------------------- | ---- | --------------------------------------- | ------ | ------------------- | -------------------- | --------------------------------------------------- |
| Tháp Nhà Cung điện Boíl hay Cerdañola |      | Godella Cercana a la iglesia parroquial |        | RI-51-0004368       |                      | Torre de la Casa Palacio de los Boíl · Upload image |

#### Godelleta
| Tên                              | Dạng | Địa điểm                   | Tọa độ                                        | Số hồ sơ tham khảo? | Ngày nhận danh hiệu? | Hình ảnh                                               |
| -------------------------------- | ---- | -------------------------- | --------------------------------------------- | ------------------- | -------------------- | ------------------------------------------------------ |
| Tháp Godelleta                   |      | Godelleta Pl. Iglesia, 9   | 39°25′20″B 0°41′07″T / 39,422145°B 0,685356°T | RI-51-0010638       |                      | Torre · Upload image                                   |
| Tháp telegrafía óptica Godelleta |      | Godelleta Alto de la Torre | 39°25′24″B 0°42′15″T / 39,423235°B 0,704121°T | 46.18.136-004       |                      | Torre de telegrafía óptica de Godelleta · Upload image |

#### Guadassuar(Guadassuar)
| Tên                                  | Dạng                                                                        | Địa điểm                      | Tọa độ                                        | Số hồ sơ tham khảo? | Ngày nhận danh hiệu? | Hình ảnh                                                |
| ------------------------------------ | --------------------------------------------------------------------------- | ----------------------------- | --------------------------------------------- | ------------------- | -------------------- | ------------------------------------------------------- |
| Nhà thờ San Vicente Mártir Guadasuar | Di tích Kiến trúc tôn giáo Kiến trúc: Kiến trúc Gothic và Kiến trúc Baroque | Guadasuar Salvador Maiques, 4 | 39°11′09″B 0°28′42″T / 39,185733°B 0,478201°T | RI-51-0008314       | 28-01-1997           | Iglesia parroquial de San Vicente Martir · Upload image |

### J

#### Jalance(Xalans)
| Tên             | Dạng                                             | Địa điểm                           | Tọa độ                                      | Số hồ sơ tham khảo? | Ngày nhận danh hiệu? | Hình ảnh                           |
| --------------- | ------------------------------------------------ | ---------------------------------- | ------------------------------------------- | ------------------- | -------------------- | ---------------------------------- |
| Lâu đài Jalance | Di tích Kiến trúc phòng thủ Thời gian: Thế kỷ 11 | Jalance Cerro junto a la población | 39°11′32″B 1°04′46″T / 39,1923°B 1,079348°T | RI-51-0010656       | 20-06-2001           | Castillo de Jalance · Upload image |

#### Xeraco(Xeraco)
| Tên                    | Dạng                        | Địa điểm                 | Tọa độ                                        | Số hồ sơ tham khảo? | Ngày nhận danh hiệu? | Hình ảnh                                     |
| ---------------------- | --------------------------- | ------------------------ | --------------------------------------------- | ------------------- | -------------------- | -------------------------------------------- |
| Tháp vigilancia Xeraco | Di tích Kiến trúc phòng thủ | Jaraco Junto al río Vaca | 39°02′40″B 0°12′10″T / 39,044472°B 0,202885°T | RI-51-0010818       | 25-06-1985           | Torre de vigilancia de Jaraco · Upload image |

#### Jarafuel
| Tên              | Dạng | Địa điểm                              | Tọa độ                                        | Số hồ sơ tham khảo? | Ngày nhận danh hiệu? | Hình ảnh     |
| ---------------- | ---- | ------------------------------------- | --------------------------------------------- | ------------------- | -------------------- | ------------ |
| Lâu đài Jarafuel |      | Jarafuel En el centro de la población | 39°08′24″B 1°04′23″T / 39,140131°B 1,073156°T | RI-51-0010937       |                      | Upload image |

#### Xàtiva(Xàtiva)
| Tên                                   | Dạng | Địa điểm                             | Tọa độ                                        | Số hồ sơ tham khảo? | Ngày nhận danh hiệu? | Hình ảnh                                                          |
| ------------------------------------- | ---- | ------------------------------------ | --------------------------------------------- | ------------------- | -------------------- | ----------------------------------------------------------------- |
| Almudín Játiva                        |      | Xàtiva C. Correjería, 46             | 38°59′16″B 0°31′18″T / 38,987899°B 0,521768°T | RI-51-0001418       |                      | Almudín · Upload image                                            |
| Castle of Xàtiva                      |      | Xàtiva En la parte alta de la ciudad | 38°58′59″B 0°31′07″T / 38,982936°B 0,518706°T | RI-51-0000977       |                      | Castillo de Játiva · Upload image                                 |
| Nhà hoang San Félix (Játiva)          |      | Xàtiva                               | 38°59′06″B 0°31′08″T / 38,984942°B 0,518994°T | RI-51-0000354       |                      | Ermita de San Félix · Upload image                                |
| Nhà hoang Santa Ana (Játiva)          |      | Xàtiva Pico de Santa Ana             | 39°01′52″B 0°31′54″T / 39,031232°B 0,531633°T | RI-51-0004461       |                      | Upload image                                                      |
| Collegiate Basilica of Xàtiva         |      | Xàtiva Pl. Calixto III, 6            | 38°59′17″B 0°31′06″T / 38,988069°B 0,518244°T | RI-51-0000976       |                      | Iglesia Colegiata de la Asunción de Nuestra Señora · Upload image |
| Nhà thờ San Francisco (Játiva)        |      | Xàtiva C. Moncada, 1                 | 38°59′21″B 0°31′19″T / 38,989275°B 0,521846°T | RI-51-0004493       |                      | Iglesia de San Francisco · Upload image                           |
| Nhà thờ San Pedro Apóstol (Játiva)    |      | Xàtiva Pl. San Pedro                 | 38°59′19″B 0°30′51″T / 38,988588°B 0,514231°T | RI-51-0004839       |                      | Iglesia parroquial de San Pedro Apóstol · Upload image            |
| Tu viện Santo Domingo (Játiva)        |      | Xàtiva C. Santo Domingo, 9           | 38°59′14″B 0°31′12″T / 38,987282°B 0,51992°T  | RI-51-0004597       |                      | Ex-Convento de Santo Domingo · Upload image                       |
| Bệnh viện Municipal Játiva            |      | Xàtiva Pl. Calixto III, 11           | 38°59′16″B 0°31′09″T / 38,987756°B 0,51922°T  | RI-51-0004504       |                      | Hospital Municipal · Upload image                                 |
| Cova Negra                            |      | Xàtiva                               | 38°58′01″B 0°28′31″T / 38,966883°B 0,475158°T | RI-51-0004915       |                      | Upload image                                                      |
| Cung điện Alarcón                     |      | Xàtiva Pl. Trinidad                  | 38°59′22″B 0°31′06″T / 38,989366°B 0,518198°T | RI-51-0004465       |                      | Palacio de Alarcón · Upload image                                 |
| Real tu viện Asunción hay Santa Clara |      | Xàtiva C. Moncada, 23                | 38°59′21″B 0°31′14″T / 38,9892°B 0,520561°T   | RI-51-0010959       |                      | Real Monasterio de la Asunción o de Santa Clara · Upload image    |
| Núcleo histórico Játiva               |      | Xàtiva                               |                                               | RI-53-0000258       |                      | Núcleo histórico de Játiva · Upload image                         |

### L

#### L'Alcúdia(L'Alcúdia)
| Tên                                  | Dạng | Địa điểm                         | Tọa độ                                        | Số hồ sơ tham khảo? | Ngày nhận danh hiệu? | Hình ảnh                                                |
| ------------------------------------ | ---- | -------------------------------- | --------------------------------------------- | ------------------- | -------------------- | ------------------------------------------------------- |
| Nhà thờ San Andrés Apóstol (Alcudia) |      | L'Alcúdia Plaza de la Iglesia, 1 | 39°11′44″B 0°30′24″T / 39,195653°B 0,506544°T | RI-51-0012049       |                      | Iglesia parroquial de San Andrés Apóstol · Upload image |

#### L'Eliana(L'Eliana)
| Tên         | Dạng | Địa điểm              | Tọa độ                                        | Số hồ sơ tham khảo? | Ngày nhận danh hiệu? | Hình ảnh     |
| ----------- | ---- | --------------------- | --------------------------------------------- | ------------------- | -------------------- | ------------ |
| Tháp Virrey |      | L'Eliana C. Alborache | 39°34′10″B 0°32′28″T / 39,569497°B 0,541082°T | RI-51-0010675       |                      | Upload image |

#### Llíria(Llíria)
| Tên                               | Dạng | Địa điểm                           | Tọa độ                                        | Số hồ sơ tham khảo? | Ngày nhận danh hiệu? | Hình ảnh                             |
| --------------------------------- | ---- | ---------------------------------- | --------------------------------------------- | ------------------- | -------------------- | ------------------------------------ |
| Cung điện Duques Liria            |      | Llíria Plaza Mayor                 | 39°37′30″B 0°35′42″T / 39,624961°B 0,594872°T | RI-51-0011967       |                      | Ayuntamiento de Liria · Upload image |
| Nhà thờ Sangre (Liria)            |      | Llíria Pl. Villa Antigua           | 39°37′33″B 0°35′40″T / 39,625864°B 0,594395°T | RI-51-0000165       |                      | Iglesia de la Sangre · Upload image  |
| Khu dân cư Ibérico Đồi San Miguel |      | Llíria Cerro San Miguel            |                                               | R-I-55-0000360      |                      | Upload image                         |
| Khu dân cư ibérico Monravana      |      | Llíria                             |                                               | 46.11.147-017       |                      | Upload image                         |
| Mausoleos romanos Liria           |      | Llíria                             |                                               | A-R-I-51-0007026    |                      | Upload image                         |
| Real Tu viện San Miguel Liria     |      | Llíria Monte de San Miguel         |                                               | 46.11.147-002       |                      | Upload image                         |
| Khu dân cư amurallado Cova Foradà |      | Llíria                             | 39°40′20″B 0°41′46″T / 39,672308°B 0,696236°T | 46.11.147-018       |                      | Upload image                         |
| Tường medieval Liria              |      | Llíria C. Viriato, 61              | 39°37′30″B 0°35′34″T / 39,625053°B 0,592868°T | 46.11.147-023       |                      | Upload image                         |
| Tàn tích Alcazaba Liria           |      | Llíria                             | 39°37′34″B 0°35′38″T / 39,626148°B 0,593895°T | 46.11.147-024       |                      | Upload image                         |
| Nhà hay Masía Camps               |      | Llíria Cerca del pueblo de Casinos |                                               | 46.11.147-026       |                      | Upload image                         |
| Masía Molla                       |      | Llíria                             |                                               | 46.11.147-027       |                      | Upload image                         |
| Masía Juez Liria                  |      | Llíria                             |                                               | 46.11.147-028       |                      | Upload image                         |

#### Llombai(Llombai)
| Tên                                   | Dạng | Địa điểm                     | Tọa độ                                        | Số hồ sơ tham khảo? | Ngày nhận danh hiệu? | Hình ảnh                          |
| ------------------------------------- | ---- | ---------------------------- | --------------------------------------------- | ------------------- | -------------------- | --------------------------------- |
| Lâu đài Aledua                        |      | Llombai Despoblado de Aledua | 39°17′49″B 0°33′41″T / 39,296856°B 0,561489°T | RI-51-0010636       |                      | Castillo de Aledua · Upload image |
| Nhà thờ parroquial Santa Cruz Llombay |      | Llombai Pl. Iglesia          | 39°16′53″B 0°34′19″T / 39,281333°B 0,572006°T | RI-51-0004750       |                      | Upload image                      |

#### Llutxent(Llutxent)
| Tên                              | Dạng | Địa điểm                                    | Tọa độ                                        | Số hồ sơ tham khảo? | Ngày nhận danh hiệu? | Hình ảnh                                     |
| -------------------------------- | ---- | ------------------------------------------- | --------------------------------------------- | ------------------- | -------------------- | -------------------------------------------- |
| Castillo-palacio Luchente        |      | Llutxent C. Castillo, 19 y 20               | 38°56′35″B 0°21′25″T / 38,942923°B 0,356928°T | RI-51-0010816       |                      | Castillo Palacio Señorial · Upload image     |
| Nhà hoang Consolación (Luchente) |      | Llutxent Camino del Convento                |                                               | RI-51-0012172       |                      | Ermita de la Consolació · Upload image       |
| Tu viện Corpus Christi Luchente  |      | Llutxent Montsant, al norte de la población | 38°57′09″B 0°21′19″T / 38,952602°B 0,355249°T | RI-51-0004834       |                      | Monasterio del Corpus Christi · Upload image |
| Lâu đài Xio                      |      | Llutxent Cerro junto al Montsant            | 38°57′19″B 0°20′58″T / 38,955374°B 0,349554°T | 46.24.150-001       |                      | Castillo Xio · Upload image                  |
| Cruz Subida Costa                |      | Llutxent C/ de la Costa                     |                                               | 46.24.150-007       |                      | Upload image                                 |
| Cruz Término Luchente            |      | Llutxent C/ de la Creu                      |                                               | 46.24.150-006       |                      | Upload image                                 |

### M

#### Macastre
| Tên              | Dạng                                                                         | Địa điểm                                       | Tọa độ                                       | Số hồ sơ tham khảo? | Ngày nhận danh hiệu? | Hình ảnh                            |
| ---------------- | ---------------------------------------------------------------------------- | ---------------------------------------------- | -------------------------------------------- | ------------------- | -------------------- | ----------------------------------- |
| Lâu đài Macastre | Di tích Arquitecturas islámica y medieval Thời gian: Thế kỷ 11 đến Thế kỷ 14 | Macastre Sobre un cerro al sur de la localidad | 39°22′46″B 0°47′20″T / 39,37935°B 0,788997°T | RI-51-0010752       | 22-04-1949           | Castillo de Macastre · Upload image |

#### Manises
| Tên                                 | Dạng | Địa điểm                     | Tọa độ                                        | Số hồ sơ tham khảo? | Ngày nhận danh hiệu? | Hình ảnh                                                    |
| ----------------------------------- | ---- | ---------------------------- | --------------------------------------------- | ------------------- | -------------------- | ----------------------------------------------------------- |
| Azud Acequia Quart-Benàger-Faitanar |      | Manises                      |                                               | RI-51-0011241       |                      | Azud de la Acequia de Quart-Benàger-Faitanar · Upload image |
| Azud Acequia Mestalla               |      | Manises                      | 39°29′50″B 0°27′16″T / 39,497241°B 0,454436°T | RI-51-0011244       |                      | Azud de la Acequia de Mestalla · Upload image               |
| Azud Acequia Mislata                |      | Manises                      | 39°29′54″B 0°27′28″T / 39,498346°B 0,457859°T | RI-51-0011243       |                      | Azud de la Acequia de Mislata · Upload image                |
| Acueducto Els Arquets               |      | Manises Partida dels Arquets | 39°29′15″B 0°27′22″T / 39,487435°B 0,456214°T | RI-51-0011232       |                      | Upload image                                                |
| Azud Real Acequia Moncada           |      | Manises                      |                                               | RI-51-0011240       |                      | Azud de la Real Acequia de Moncada · Upload image           |
| Azud Acequia Tormos                 |      | Manises                      | 39°30′03″B 0°27′54″T / 39,500794°B 0,464948°T | RI-51-0011242       |                      | Azud de la Acequia de Tormos · Upload image                 |

#### Marines, Valencia
| Tên       | Dạng | Địa điểm                           | Tọa độ                                        | Số hồ sơ tham khảo? | Ngày nhận danh hiệu? | Hình ảnh     |
| --------- | ---- | ---------------------------------- | --------------------------------------------- | ------------------- | -------------------- | ------------ |
| Tháp Olla |      | Marines, Valencia Sierra Calderona | 39°43′47″B 0°30′21″T / 39,729686°B 0,505777°T | RI-51-0010667       |                      | Upload image |

#### Millares
| Tên                                    | Dạng | Địa điểm                                                               | Tọa độ                                        | Số hồ sơ tham khảo? | Ngày nhận danh hiệu? | Hình ảnh     |
| -------------------------------------- | ---- | ---------------------------------------------------------------------- | --------------------------------------------- | ------------------- | -------------------- | ------------ |
| Lâu đài Corral Antón                   |      | Millares Promontorio cercano al municipio                              |                                               | RI-51-0010790       |                      | Upload image |
| Lâu đài Cabas                          |      | Millares Promontorio sobre el río Júcar River al norte de la población | 39°15′27″B 0°48′07″T / 39,257543°B 0,801853°T | RI-51-0010789       |                      | Upload image |
| Lâu đài Abajo Millares hay Castillito. |      | Millares A las afueras del núcleo de población                         | 39°14′31″B 0°46′03″T / 39,241811°B 0,767606°T | RI-51-0010800       |                      | Upload image |
| Khu vực icnológico Tambuc Este         |      | Millares                                                               |                                               | A-R-I-54-0000201    |                      | Upload image |
| Khu vực icnológico Tambuc Oeste        |      | Millares                                                               |                                               | A-R-I-54-0000202    |                      | Upload image |

#### Mogente/Moixent(Moixent)
| Tên                                             | Dạng | Địa điểm                                                                       | Tọa độ                                        | Số hồ sơ tham khảo? | Ngày nhận danh hiệu? | Hình ảnh                         |
| ----------------------------------------------- | ---- | ------------------------------------------------------------------------------ | --------------------------------------------- | ------------------- | -------------------- | -------------------------------- |
| Ruinas Bastida les Alcuses                      |      | Mogente/Moixent Carretera de Mogente/Moixent a Fontanars dels Alforins, km 10. |                                               | R-I-55-0000052      |                      | Upload image                     |
| Nghĩa địa ibérica Nghĩa địa ibérica Corral Saus |      | Mogente/Moixent                                                                |                                               | A-R-I-55-0000385    |                      | Upload image                     |
| Lâu đài Mogente                                 |      | Mogente/Moixent Cerro de la población                                          | 38°52′22″B 0°44′59″T / 38,872778°B 0,749722°T | RI-51-0009202       |                      | Castillo · Upload image          |
| Presa Bosquet                                   |      | Mogente/Moixent Ctra. Mogente a Onteniente-Ollería, km 3                       | 38°51′26″B 0°44′29″T / 38,857323°B 0,741406°T | RI-51-0010164       |                      | Presa del Bosquet · Upload image |

#### Montserrat, Valencia(Montserrat)
| Tên               | Dạng | Địa điểm                                   | Tọa độ                                        | Số hồ sơ tham khảo? | Ngày nhận danh hiệu? | Hình ảnh     |
| ----------------- | ---- | ------------------------------------------ | --------------------------------------------- | ------------------- | -------------------- | ------------ |
| Lâu đàis Alcalans |      | Montserrat, Valencia Próximo al río Magro. | 39°19′45″B 0°34′52″T / 39,329057°B 0,581232°T | RI-51-0010504       |                      | Upload image |

#### Montesa, Valencia
| Tên             | Dạng | Địa điểm                                   | Tọa độ                                       | Số hồ sơ tham khảo? | Ngày nhận danh hiệu? | Hình ảnh                        |
| --------------- | ---- | ------------------------------------------ | -------------------------------------------- | ------------------- | -------------------- | ------------------------------- |
| Lâu đài Montesa |      | Montesa, Valencia Cerro junto al municipio | 38°57′03″B 0°39′15″T / 38,950697°B 0,65405°T | RI-51-0000318       |                      | Castillo, ruinas · Upload image |

#### Montroi(Montroi)
| Tên             | Dạng | Địa điểm                               | Tọa độ | Số hồ sơ tham khảo? | Ngày nhận danh hiệu? | Hình ảnh                |
| --------------- | ---- | -------------------------------------- | ------ | ------------------- | -------------------- | ----------------------- |
| Lâu đài Montroy |      | Montroi Cerro en la vall dels Alcalans |        | RI-51-0010577       |                      | Castillo · Upload image |

### N

#### Navarrés
| Tên              | Dạng | Địa điểm                              | Tọa độ                                        | Số hồ sơ tham khảo? | Ngày nhận danh hiệu? | Hình ảnh     |
| ---------------- | ---- | ------------------------------------- | --------------------------------------------- | ------------------- | -------------------- | ------------ |
| Lâu đài Navarrés |      | Navarrés Cerro cercano a la población | 39°06′35″B 0°41′38″T / 39,109784°B 0,693767°T | RI-51-0010802       |                      | Upload image |

### O

#### Oliva
| Tên                       | Dạng | Địa điểm                                                                       | Tọa độ                                        | Số hồ sơ tham khảo? | Ngày nhận danh hiệu? | Hình ảnh                                      |
| ------------------------- | ---- | ------------------------------------------------------------------------------ | --------------------------------------------- | ------------------- | -------------------- | --------------------------------------------- |
| Nhà Mayans                |      | Oliva Calles Mayor 10                                                          |                                               |                     |                      | Upload image                                  |
| Palacio Condal Oliva      |      | Oliva Calles del Duque de Osuna, del Palacio y de Vicent Albert (desaparecido) |                                               | RI-51-0000181       |                      | Palacio de los Condes de Oliva · Upload image |
| Lâu đài Castellar         |      | Oliva Sierra Mustalla                                                          |                                               | RI-51-0010928       |                      | Upload image                                  |
| Lâu đài Santa Ana (Oliva) |      | Oliva Cerro próximo al municipio.                                              | 38°55′01″B 0°07′16″T / 38,916912°B 0,120976°T | RI-51-0010909       |                      | Upload image                                  |
| Tháp Oliva                |      | Oliva                                                                          |                                               | 46.25.181-032       |                      | Upload image                                  |

#### L'Olleria(L'Olleria)
| Tên                                     | Dạng | Địa điểm                    | Tọa độ                                       | Số hồ sơ tham khảo? | Ngày nhận danh hiệu? | Hình ảnh                                                   |
| --------------------------------------- | ---- | --------------------------- | -------------------------------------------- | ------------------- | -------------------- | ---------------------------------------------------------- |
| Nhà thờ Santa María Magdalena (Ollería) |      | L'Olleria C. Iglesia, 17    | 38°54′43″B 0°32′50″T / 38,91203°B 0,547125°T | RI-51-0012169       |                      | Iglesia parroquial de Santa María Magdalena · Upload image |
| Escudo Marau                            |      | L'Olleria Calle Ravalet, 11 |                                              | 46.24.183-011       |                      | Upload image                                               |

#### Olocau
| Tên                                                                   | Dạng                                                       | Địa điểm                   | Tọa độ                                        | Số hồ sơ tham khảo? | Ngày nhận danh hiệu? | Hình ảnh                                            |
| --------------------------------------------------------------------- | ---------------------------------------------------------- | -------------------------- | --------------------------------------------- | ------------------- | -------------------- | --------------------------------------------------- |
| Lâu đài Real                                                          | Di tích Kiến trúc phòng thủ Thời gian: Musulmana, medieval | Olocau Camino del Castillo |                                               | RI-51-0010690       | 07-12-2001           | Castillo del Real · Upload image                    |
|                                                                       |                                                            | Olocau Puntal dels Llops   |                                               | 46.11.182-005       |                      | Poblado Amurallado Puntal dels Llops · Upload image |
| El Castillo (Torre de Pardines y Casa Pairal de los Condes de Olocau) |                                                            | Olocau C. San José         | 39°42′01″B 0°31′49″T / 39,700161°B 0,530276°T | RI-51-0010646       |                      | El Castillo · Upload image                          |

#### Ontinyent(Ontinyent)
| Tên                                             | Dạng | Địa điểm                                       | Tọa độ                                        | Số hồ sơ tham khảo? | Ngày nhận danh hiệu? | Hình ảnh                          |
| ----------------------------------------------- | ---- | ---------------------------------------------- | --------------------------------------------- | ------------------- | -------------------- | --------------------------------- |
| Nhà thờ Asunción de Nuestra Señora (Onteniente) |      | Ontinyent Pl. Iglesia, 1                       | 38°49′17″B 0°36′39″T / 38,821305°B 0,610869°T | 46.24.184-037       |                      | Upload image                      |
| Murallas de Onteniente                          |      | Ontinyent                                      | 38°49′22″B 0°36′44″T / 38,822677°B 0,612129°T | 46.24.184-004       |                      | Upload image                      |
| Cung điện la Duquesa de Almodóvar               |      | Ontinyent Pl. San Roque, 2                     | 38°49′15″B 0°36′39″T / 38,82082°B 0,610971°T  | RI-51-0010677       |                      | Upload image                      |
| Barrio de la Villa (Onteniente)                 |      | Ontinyent                                      |                                               | RI-53-0000172       |                      | Barrio de la Villa · Upload image |
| Nhà hoang Santa Ana (Onteniente) và Calvario    |      | Ontinyent Loma al norte del municipio.         |                                               | 46.24.184-002       |                      | Upload image                      |
| Escudo de los Rodríguez de la Encina            |      | Ontinyent Masia de la Heredad de Santa Bárbara |                                               | 46.24.184-047       |                      | Upload image                      |

### P

#### El Palomar, Valencia(El Palomar)
| Tên               | Dạng | Địa điểm                                  | Tọa độ                                        | Số hồ sơ tham khảo? | Ngày nhận danh hiệu? | Hình ảnh                             |
| ----------------- | ---- | ----------------------------------------- | --------------------------------------------- | ------------------- | -------------------- | ------------------------------------ |
| Lâu đài Carrícola |      | El Palomar, Valencia Sierra de Benicadell | 38°50′09″B 0°28′23″T / 38,835918°B 0,473046°T | RI-51-0010549       |                      | Castillo de Carrícola · Upload image |

#### Paterna
| Tên                                  | Dạng | Địa điểm                          | Tọa độ                                        | Số hồ sơ tham khảo? | Ngày nhận danh hiệu? | Hình ảnh                                             |
| ------------------------------------ | ---- | --------------------------------- | --------------------------------------------- | ------------------- | -------------------- | ---------------------------------------------------- |
| Tower of Paterna                     |      | Paterna C. Torre                  | 39°30′10″B 0°26′24″T / 39,502868°B 0,440005°T | RI-51-0003862       |                      | Torre árabe y cuevas · Upload image                  |
| Cung điện los Condes de Villapaterna |      | Paterna Pl. Ingeniero Castells, 1 | 39°30′03″B 0°26′22″T / 39,500825°B 0,439566°T | RI-51-0004233       |                      | Palacio de los Condes de Villapaterna · Upload image |

#### Petrés
| Tên            | Dạng | Địa điểm                            | Tọa độ                                        | Số hồ sơ tham khảo? | Ngày nhận danh hiệu? | Hình ảnh                |
| -------------- | ---- | ----------------------------------- | --------------------------------------------- | ------------------- | -------------------- | ----------------------- |
| Lâu đài Petrés |      | Petrés A la entrada de la población | 39°41′00″B 0°18′27″T / 39,683298°B 0,307551°T | RI-51-0010628       |                      | Castillo · Upload image |

#### Picassent(Picassent)
| Tên           | Dạng | Địa điểm                                                    | Tọa độ                                       | Số hồ sơ tham khảo? | Ngày nhận danh hiệu? | Hình ảnh                     |
| ------------- | ---- | ----------------------------------------------------------- | -------------------------------------------- | ------------------- | -------------------- | ---------------------------- |
| Torre Espioca |      | Picassent Junto a la N-340, frente al Centro Penitenciario. | 39°18′54″B 0°26′27″T / 39,315116°B 0,44072°T | RI-51-0007339       |                      | Torre Espioca · Upload image |

#### Piles, Valencia
| Tên                  | Dạng | Địa điểm                         | Tọa độ                                        | Số hồ sơ tham khảo? | Ngày nhận danh hiệu? | Hình ảnh                   |
| -------------------- | ---- | -------------------------------- | --------------------------------------------- | ------------------- | -------------------- | -------------------------- |
| Torre vigía de Piles |      | Piles, Valencia Junto a la playa | 38°57′10″B 0°07′20″T / 38,952662°B 0,122129°T | RI-51-0010911       |                      | Torre vigía · Upload image |

#### Puçol(Puçol)
| Tên                     | Dạng | Địa điểm | Tọa độ | Số hồ sơ tham khảo? | Ngày nhận danh hiệu? | Hình ảnh                      |
| ----------------------- | ---- | -------- | ------ | ------------------- | -------------------- | ----------------------------- |
| Torre medieval de Puzol |      | Puçol    |        | 46.13.205-005       |                      | Torre medieval · Upload image |

### Q

#### Quesa, Valencia
| Tên           | Dạng | Địa điểm                                     | Tọa độ                                        | Số hồ sơ tham khảo? | Ngày nhận danh hiệu? | Hình ảnh     |
| ------------- | ---- | -------------------------------------------- | --------------------------------------------- | ------------------- | -------------------- | ------------ |
| Lâu đài Quesa |      | Quesa, Valencia Cerro próximo a la población | 39°07′17″B 0°44′19″T / 39,121359°B 0,738523°T | RI-51-0010806       |                      | Upload image |

### R

#### Rafelguaraf
| Tên                           | Dạng | Địa điểm            | Tọa độ                                        | Số hồ sơ tham khảo? | Ngày nhận danh hiệu? | Hình ảnh     |
| ----------------------------- | ---- | ------------------- | --------------------------------------------- | ------------------- | -------------------- | ------------ |
| Recinto amurallado de Berfull |      | Rafelguaraf Berfull | 39°03′20″B 0°27′56″T / 39,055541°B 0,465551°T | RI-51-0010807       |                      | Upload image |

#### Requena, Valencia
| Tên                                                       | Dạng | Địa điểm                                               | Tọa độ                                        | Số hồ sơ tham khảo? | Ngày nhận danh hiệu? | Hình ảnh                                       |
| --------------------------------------------------------- | ---- | ------------------------------------------------------ | --------------------------------------------- | ------------------- | -------------------- | ---------------------------------------------- |
| Castillo y murallas de Requena                            |      | Requena, Valencia                                      | 39°29′14″B 1°06′01″T / 39,487278°B 1,100333°T | RI-51-0012146       |                      | Castillo y murallas de Requena · Upload image  |
| Poblado Ibérico de la Muela de Arriba                     |      | Requena, Valencia                                      |                                               | 46.17.213-069       |                      | Upload image                                   |
| Lâu đài Sardineros                                        |      | Requena, Valencia Cercano al caserío de Los Sardineros | 39°20′50″B 1°13′24″T / 39,347125°B 1,223261°T | 46.17.213-008       |                      | Upload image                                   |
| Nhà thờ San Nicolás de Bari de Requena                    |      | Requena, Valencia C/ San Nicolás, 3                    | 39°29′04″B 1°06′07″T / 39,484388°B 1,102021°T | RI-51-0012121       |                      | Iglesia de San Nicolás de Bari · Upload image  |
| Nhà thờ Santa María (Requena)                             |      | Requena, Valencia C/ Santa María                       | 39°29′07″B 1°06′02″T / 39,485318°B 1,100623°T | RI-51-0000978       |                      | Iglesia de Santa María · Upload image          |
| Nhà thờl Salvador (Requena)                               |      | Requena, Valencia Plaza del Salvador s/n               | 39°29′10″B 1°06′02″T / 39,486028°B 1,100667°T | RI-51-0000979       |                      | Iglesia parroquial del Salvador · Upload image |
| Tháp telegrafía óptica de San Antonio de Requena          |      | Requena, Valencia Cerro de la Jedrea                   | 39°32′05″B 1°10′14″T / 39,534746°B 1,170503°T | 46.17.213-075       |                      | Upload image                                   |
| Tháp telegrafía óptica del Cerro de la Atalaya de Requena |      | Requena, Valencia Cerro de la Atalaya                  | 39°30′03″B 1°04′22″T / 39,500964°B 1,072804°T | 46.17.213-073       |                      | Upload image                                   |
| Tháp telegrafía óptica del Rebollar                       |      | Requena, Valencia Ceja del Telégrafo                   | 39°28′22″B 0°58′05″T / 39,472896°B 0,968055°T | 46.17.213-074       |                      | Upload image                                   |
| Barrio de la Villa de Requena                             |      | Requena, Valencia                                      | 39°29′16″B 1°06′01″T / 39,48785°B 1,100283°T  | RI-53-0000074       |                      | Barrio de la Villa · Upload image              |

#### Riba-roja de Túria(Riba-roja de Túria)
| Tên                                          | Dạng | Địa điểm                                      | Tọa độ                                       | Số hồ sơ tham khảo? | Ngày nhận danh hiệu? | Hình ảnh                                |
| -------------------------------------------- | ---- | --------------------------------------------- | -------------------------------------------- | ------------------- | -------------------- | --------------------------------------- |
| Castillo y murallas de Ribarroja del Turia   |      | Riba-roja de Túria C. Cisterna y Pl. Benedito | 39°32′54″B 0°33′53″T / 39,548222°B 0,56464°T | RI-51-0010658       |                      | Castillo y murallas · Upload image      |
| Recinto amurallado de Ribarroja del Turia    |      | Riba-roja de Túria En el núcleo urbano        |                                              | RI-51-0011531       |                      | Upload image                            |
| Yacimiento arqueológico de Valencia la Vella |      | Riba-roja de Túria                            |                                              | 46.11.214-007       |                      | Upload image                            |
| Zona arqueológica Pla de Nadal               |      | Riba-roja de Túria                            |                                              | R-I-55-0000244      |                      | Khu khảo cổ Pla de Nadal · Upload image |

#### Ròtova(Ròtova)
| Tên           | Dạng | Địa điểm              | Tọa độ                                        | Số hồ sơ tham khảo? | Ngày nhận danh hiệu? | Hình ảnh     |
| ------------- | ---- | --------------------- | --------------------------------------------- | ------------------- | -------------------- | ------------ |
| Lâu đài Borró |      | Ròtova Peña del Borró | 38°56′26″B 0°16′31″T / 38,940628°B 0,275373°T | RI-51-0010922       |                      | Upload image |

### S

#### Sagunto(Sagunt)
| Tên                                           | Dạng                                                          | Địa điểm                                                                                   | Tọa độ                                        | Số hồ sơ tham khảo? | Ngày nhận danh hiệu? | Hình ảnh                                                            |
| --------------------------------------------- | ------------------------------------------------------------- | ------------------------------------------------------------------------------------------ | --------------------------------------------- | ------------------- | -------------------- | ------------------------------------------------------------------- |
| Alquería fortificada del Agua Fresca          | Di tích Kiến trúc phòng thủ Thời gian: Thế kỷ 15 và Thế kỷ 16 | Sagunto Km 26 de la N-340 en la Montañita del Agua                                         | 39°41′15″B 0°16′01″T / 39,687565°B 0,266926°T | RI-51-0010936       | 04-12-2002           | Alquería fortificada de Agua Fresca · Upload image                  |
| Lâu đài Sagunto                               |                                                               | Sagunto Serra Calderona                                                                    | 39°40′34″B 0°16′41″T / 39,676111°B 0,278056°T | RI-51-0000972       |                      | Castillo de Sagunto · Upload image                                  |
| Museo Arqueológico de Sagunto                 |                                                               | Sagunto C. Castillo, 23                                                                    | 39°40′43″B 0°16′41″T / 39,678619°B 0,277966°T | RI-51-0001420       |                      | Museo Arqueológico del Teatro Romano · Upload image                 |
| Fortín o Torre del Grau Vell                  |                                                               | Sagunto Partida de la Vila, barrio del Grao Viejo al sur de la siderúrgica                 | 39°38′06″B 0°14′24″T / 39,635134°B 0,239991°T | RI-51-0010971       |                      | Upload image                                                        |
| Grau Vell                                     |                                                               | Sagunto Barrio del Grao Viejo                                                              |                                               | A-R-I-55-0000212    |                      | Upload image                                                        |
| Tháp San Roque                                |                                                               | Sagunto Partida de Montiver al norte de Sagunto                                            | 39°41′31″B 0°16′48″T / 39,692017°B 0,280112°T | RI-51-0010927       |                      | Upload image                                                        |
| Nhà thờl Salvador de Sagunto                  |                                                               | Sagunto C. Valencia, 19                                                                    | 39°40′36″B 0°16′21″T / 39,676797°B 0,272583°T | RI-51-0012181       |                      | Iglesia parroquial del Salvador · Upload image                      |
| Teatro romano de Sagunto                      |                                                               | Sagunto Falda del monte del Castillo                                                       | 39°40′37″B 0°16′41″T / 39,676811°B 0,277925°T | RI-51-0000073       |                      | Teatre romano · Upload image                                        |
| Nhà thờ Natividad de Nuestra Señora (Sagunto) |                                                               | Sagunto Plaza Mayor                                                                        | 39°40′45″B 0°16′46″T / 39,679114°B 0,279422°T | RI-51-0004755       |                      | Iglesia parroquial de la Natividad de Nuestra Señora · Upload image |
| Molino fortificado Torre Gausa                |                                                               | Sagunto Al pie del Castillo de Sagunto, a pocos metros de la autovía de Sagunto a Segorbe. | 39°40′24″B 0°17′34″T / 39,6734°B 0,29286°T    | RI-51-0010923       |                      | Upload image                                                        |
| Lâu đài Cárcel                                |                                                               | Sagunto Elevación cercana al río Palancia                                                  |                                               | 46.12.220-059       |                      | Upload image                                                        |
| Núcleo antiguo de la Villa de Sagunto         |                                                               | Sagunto Al pie del castillo                                                                |                                               | RI-53-0000224       |                      | Núcleo antiguo de la Villa de Sagunto · Upload image                |

#### Sant Joanet(Sant Joanet)
| Tên                          | Dạng | Địa điểm                | Tọa độ                                        | Số hồ sơ tham khảo? | Ngày nhận danh hiệu? | Hình ảnh     |
| ---------------------------- | ---- | ----------------------- | --------------------------------------------- | ------------------- | -------------------- | ------------ |
| Torreón de San Juan de Énova |      | Sant Joanet Plaza Mayor | 39°04′17″B 0°29′13″T / 39,071308°B 0,486937°T | 46.20.222-002       |                      | Upload image |

#### Segart
| Tên            | Dạng | Địa điểm                             | Tọa độ                                        | Số hồ sơ tham khảo? | Ngày nhận danh hiệu? | Hình ảnh                |
| -------------- | ---- | ------------------------------------ | --------------------------------------------- | ------------------- | -------------------- | ----------------------- |
| Lâu đài Segart |      | Segart Cerro que domina la población | 39°41′02″B 0°22′21″T / 39,683854°B 0,372618°T | RI-51-0010679       |                      | Castillo · Upload image |

#### Serra, Valencia
| Tên                     | Dạng | Địa điểm                                                          | Tọa độ                                        | Số hồ sơ tham khảo? | Ngày nhận danh hiệu? | Hình ảnh                              |
| ----------------------- | ---- | ----------------------------------------------------------------- | --------------------------------------------- | ------------------- | -------------------- | ------------------------------------- |
| Cartuja de Porta Coeli  |      | Serra, Valencia Porta Coeli s/n                                   | 39°40′56″B 0°28′24″T / 39,682222°B 0,473333°T | RI-51-0012131       |                      | Cartuja de Porta Coeli · Upload image |
| Lâu đài Serra           |      | Serra, Valencia Cerro cercano a la población                      | 39°40′58″B 0°24′51″T / 39,682782°B 0,414064°T | RI-51-0010767       |                      | Castillo · Upload image               |
| Tháp la Ermita          |      | Serra, Valencia En la parte alta del municipio, junto al Calvario | 39°41′14″B 0°25′41″T / 39,687132°B 0,428137°T | RI-51-0010796       |                      | Upload image                          |
| Tháp Ría                |      | Serra, Valencia Cerca de la fuente del Ombriu                     |                                               | RI-51-0010760       |                      | Upload image                          |
| Tháp Satareña           |      | Serra, Valencia Entre el castillo y la ctra. de Náquera           |                                               | RI-51-0010993       |                      | Upload image                          |
| Thápl Señor de la Villa |      | Serra, Valencia C. Esquina de la Torre (antigua c. San José)      | 39°41′05″B 0°25′44″T / 39,684719°B 0,428958°T | RI-51-0010678       |                      | Upload image                          |

#### Siete Aguas
| Tên                                 | Dạng | Địa điểm    | Tọa độ | Số hồ sơ tham khảo? | Ngày nhận danh hiệu? | Hình ảnh     |
| ----------------------------------- | ---- | ----------- | ------ | ------------------- | -------------------- | ------------ |
| Thápl Mojón o Torre de la Contienda |      | Siete Aguas |        | 46.18.229-002       |                      | Upload image |

#### Silla, Valencia
| Tên                      | Dạng | Địa điểm                            | Tọa độ                                        | Số hồ sơ tham khảo? | Ngày nhận danh hiệu? | Hình ảnh                       |
| ------------------------ | ---- | ----------------------------------- | --------------------------------------------- | ------------------- | -------------------- | ------------------------------ |
| Torre musulmana de Silla |      | Silla, Valencia Plaza del Pueblo, 1 | 39°21′45″B 0°24′44″T / 39,362455°B 0,412216°T | RI-51-0004662       |                      | Torre musulmana · Upload image |

#### Simat de la Valldigna(Simat de la Valldigna)
| Tên                                            | Dạng | Địa điểm                                       | Tọa độ                                        | Số hồ sơ tham khảo? | Ngày nhận danh hiệu? | Hình ảnh                               |
| ---------------------------------------------- | ---- | ---------------------------------------------- | --------------------------------------------- | ------------------- | -------------------- | -------------------------------------- |
| Real Monasterio de Santa Maria de la Valldigna |      | Simat de la Valldigna Al este de la población. | 39°02′00″B 0°19′00″T / 39,033333°B 0,316667°T | RI-51-0003848       |                      | Monestir de Santa Maria · Upload image |

#### Sollana
| Tên                           | Dạng | Địa điểm                       | Tọa độ                                        | Số hồ sơ tham khảo? | Ngày nhận danh hiệu? | Hình ảnh     |
| ----------------------------- | ---- | ------------------------------ | --------------------------------------------- | ------------------- | -------------------- | ------------ |
| Restos de la Torre de Trullás |      | Sollana A unos 5 km del pueblo | 39°15′13″B 0°23′17″T / 39,253673°B 0,388138°T | 46.21.233-009       |                      | Upload image |

#### Sot de Chera
| Tên                  | Dạng | Địa điểm                                              | Tọa độ                                        | Số hồ sơ tham khảo? | Ngày nhận danh hiệu? | Hình ảnh                |
| -------------------- | ---- | ----------------------------------------------------- | --------------------------------------------- | ------------------- | -------------------- | ----------------------- |
| Lâu đài Sot de Chera |      | Sot de Chera Promontorio en el centro de la población | 39°37′13″B 0°54′36″T / 39,620308°B 0,910031°T | RI-51-0010660       |                      | Castillo · Upload image |

#### Sueca, Valencia
| Tên                               | Dạng | Địa điểm                         | Tọa độ                                        | Số hồ sơ tham khảo? | Ngày nhận danh hiệu? | Hình ảnh                                               |
| --------------------------------- | ---- | -------------------------------- | --------------------------------------------- | ------------------- | -------------------- | ------------------------------------------------------ |
| Nhà thờ San Pedro Apóstol (Sueca) |      | Sueca, Valencia Pl. San Pedro, 1 | 39°12′06″B 0°18′38″T / 39,201667°B 0,310556°T | RI-51-0004771       |                      | Iglesia parroquial de San Pedro Apóstol · Upload image |

#### Sumacàrcer(Sumacàrcer)
| Tên                | Dạng | Địa điểm                                | Tọa độ                                        | Số hồ sơ tham khảo? | Ngày nhận danh hiệu? | Hình ảnh     |
| ------------------ | ---- | --------------------------------------- | --------------------------------------------- | ------------------- | -------------------- | ------------ |
| Lâu đài Sumacárcel |      | Sumacàrcer Mont a 1 km al sud del poble | 39°05′35″B 0°37′47″T / 39,092931°B 0,629799°T | RI-51-0010688       |                      | Upload image |

### T

#### Tavernes de la Valldigna(Tavernes de la Valldigna)
| Tên                                      | Dạng | Địa điểm                                                          | Tọa độ                                        | Số hồ sơ tham khảo? | Ngày nhận danh hiệu? | Hình ảnh                        |
| ---------------------------------------- | ---- | ----------------------------------------------------------------- | --------------------------------------------- | ------------------- | -------------------- | ------------------------------- |
| Tháp la Vall                             |      | Tavernes de la Valldigna Cerca de la playa                        | 39°05′10″B 0°13′04″T / 39,086117°B 0,217855°T | RI-51-0010817       |                      | Torre de la Vall · Upload image |
| Lâu đài Tabernes o de Alcalá de Alfándec |      | Tavernes de la Valldigna En el Macizo de las Tres Cruces          |                                               | RI-51-0010914       |                      | Upload image                    |
| Escudos del Molló                        |      | Tavernes de la Valldigna Límite del término municipal con Cullera |                                               | 46.25.238-009       |                      | Upload image                    |

#### Titaguas
| Tên              | Dạng | Địa điểm | Tọa độ                                        | Số hồ sơ tham khảo? | Ngày nhận danh hiệu? | Hình ảnh     |
| ---------------- | ---- | -------- | --------------------------------------------- | ------------------- | -------------------- | ------------ |
| Lâu đài Titaguas |      | Titaguas | 39°53′49″B 1°06′52″T / 39,896932°B 1,114391°T | 46.10.241-005       |                      | Upload image |

#### Torrebaja
| Tên                                        | Dạng | Địa điểm                               | Tọa độ                                           | Số hồ sơ tham khảo? | Ngày nhận danh hiệu? | Hình ảnh     |
| ------------------------------------------ | ---- | -------------------------------------- | ------------------------------------------------ | ------------------- | -------------------- | ------------ |
| Tháp Torre Alta                            |      | Torrebaja Plaza de la Aldea Torre Alta | 40°07′10″B 1°15′25″T / 40,119552°B 1,256921°T    | RI-51-0010978       |                      | Upload image |
| Casa Señorial de los Ruiz de Castelblanque |      | Torrebaja Pl. del Ayuntamiento         | 40°05′46″B 1°15′24″T / 40,0960167°B 1,25655278°T | 46.09.242-008       |                      | Upload image |

#### Torrent, Valencia(Torrent)
| Tên                                         | Dạng | Địa điểm                    | Tọa độ                                       | Số hồ sơ tham khảo? | Ngày nhận danh hiệu? | Hình ảnh                                                       |
| ------------------------------------------- | ---- | --------------------------- | -------------------------------------------- | ------------------- | -------------------- | -------------------------------------------------------------- |
| Thápl Castillo de Torrente                  |      | Torrent, Valencia Pl. Colón | 39°26′11″B 0°27′48″T / 39,43649°B 0,463428°T | RI-51-0010648       |                      | Torre del Castillo · Upload image                              |
| Tháp telegrafía óptica del Vedat de Torrent |      | Torrent, Valencia El Vedat  |                                              | 46.14.244-029       |                      | Torre de telegrafía óptica del Vedat de Torrent · Upload image |
| Casa, Capilla y Jardín del Huerto de Trenor |      | Torrent, Valencia           |                                              | A-R-I-51-0008312    |                      | Casa, Capilla y Jardín del Huerto de Trenor · Upload image     |

#### Torres Torres
| Tên                           | Dạng | Địa điểm                                    | Tọa độ                                        | Số hồ sơ tham khảo? | Ngày nhận danh hiệu? | Hình ảnh                    |
| ----------------------------- | ---- | ------------------------------------------- | --------------------------------------------- | ------------------- | -------------------- | --------------------------- |
| Baños árabes de Torres Torres |      | Torres Torres Plaza de la Iglesia, 5-D      | 39°44′41″B 0°21′19″T / 39,744856°B 0,355197°T | RI-51-0012194       |                      | Baños árabes · Upload image |
| Lâu đài Torres Torres         |      | Torres Torres Cerro que domina la población | 39°44′37″B 0°21′14″T / 39,743563°B 0,35391°T  | RI-51-0010525       |                      | Castillo · Upload image     |

#### Tous, Valencia
| Tên                     | Dạng | Địa điểm                                | Tọa độ                                        | Số hồ sơ tham khảo? | Ngày nhận danh hiệu? | Hình ảnh     |
| ----------------------- | ---- | --------------------------------------- | --------------------------------------------- | ------------------- | -------------------- | ------------ |
| Lâu đài Tous            |      | Tous, Valencia Junto al pantano de Tous | 39°09′32″B 0°40′09″T / 39,158847°B 0,669099°T | RI-51-0010680       |                      | Upload image |
| Tháp vigilancia de Tous |      | Tous, Valencia                          |                                               | 46.20.246-003       |                      | Upload image |

#### Tuéjar
| Tên                                             | Dạng | Địa điểm                             | Tọa độ                                        | Số hồ sơ tham khảo? | Ngày nhận danh hiệu? | Hình ảnh                                                |
| ----------------------------------------------- | ---- | ------------------------------------ | --------------------------------------------- | ------------------- | -------------------- | ------------------------------------------------------- |
| Recinto amurallado de Tuéjar                    |      | Tuéjar En la población               |                                               | RI-51-0011541       |                      | Upload image                                            |
| Nhà thờ Nuestra Señora de los Ángeles de Tuéjar |      | Tuéjar C. Mayor, 7                   | 39°45′49″B 1°02′23″T / 39,763625°B 1,039826°T | RI-51-0004756       |                      | Iglesia de Nuestra Señora de los Ángeles · Upload image |
| Lâu đài Tuéjar                                  |      | Tuéjar Cerro que domina la población | 39°45′54″B 1°02′21″T / 39,765124°B 1,039174°T | RI-51-0011542       |                      | Upload image                                            |

#### Turís(Torís)
| Tên                                         | Dạng | Địa điểm                                | Tọa độ                                        | Số hồ sơ tham khảo? | Ngày nhận danh hiệu? | Hình ảnh                |
| ------------------------------------------- | ---- | --------------------------------------- | --------------------------------------------- | ------------------- | -------------------- | ----------------------- |
| Lâu đài Turís                               |      | Turís Cerro al sudoeste de la población | 39°22′41″B 0°43′22″T / 39,37818°B 0,722714°T  | RI-51-0010762       |                      | Castillo · Upload image |
| Ciudad iberorromana fortificada La Carencia |      | Turís Cordillera del Portell            | 39°22′07″B 0°40′50″T / 39,368521°B 0,680585°T | RI-51-0012148       |                      | Upload image            |

### U

#### Utiel
| Tên                                           | Dạng | Địa điểm              | Tọa độ                                        | Số hồ sơ tham khảo? | Ngày nhận danh hiệu? | Hình ảnh                                                |
| --------------------------------------------- | ---- | --------------------- | --------------------------------------------- | ------------------- | -------------------- | ------------------------------------------------------- |
| Nhà thờ Nuestra Señora de la Asunción (Utiel) |      | Utiel Pl. Santa María | 39°34′03″B 1°12′17″T / 39,567568°B 1,204739°T | RI-51-0009587       |                      | Iglesia de Nuestra Señora de la Asunción · Upload image |
| Castillo y muralla de Utiel                   |      | Utiel                 |                                               | 46.17.249-005       |                      | Upload image                                            |

### V

#### Valencia, Tây Ban Nha(València)
- Véase: Anexo:Bienes de interés cultural de la ciudad de Valencia.

#### Vallada
| Tên             | Dạng | Địa điểm                  | Tọa độ                                        | Số hồ sơ tham khảo? | Ngày nhận danh hiệu? | Hình ảnh     |
| --------------- | ---- | ------------------------- | --------------------------------------------- | ------------------- | -------------------- | ------------ |
| Lâu đài Vallada |      | Vallada Paraje de La Peña | 38°53′16″B 0°41′26″T / 38,887885°B 0,690527°T | RI-51-0010681       |                      | Upload image |

#### Villalonga(Vilallonga)
| Tên                | Dạng | Địa điểm                                                     | Tọa độ                                        | Số hồ sơ tham khảo? | Ngày nhận danh hiệu? | Hình ảnh     |
| ------------------ | ---- | ------------------------------------------------------------ | --------------------------------------------- | ------------------- | -------------------- | ------------ |
| Lâu đài Villalonga |      | Villalonga Sierra de les Fontanelles, a 1,5 km del municipio | 38°53′11″B 0°11′09″T / 38,886453°B 0,185918°T | RI-51-0010913       |                      | Upload image |

#### Vilamarxant(Vilamarxant)
| Tên                    | Dạng | Địa điểm                                    | Tọa độ | Số hồ sơ tham khảo? | Ngày nhận danh hiệu? | Hình ảnh                |
| ---------------------- | ---- | ------------------------------------------- | ------ | ------------------- | -------------------- | ----------------------- |
| Lâu đài Villamarchante |      | Villamarchante En el centro de la población |        | R-I-51-0010629      |                      | Castillo · Upload image |

#### Castelló de la Ribera(Vilanova de Castelló)
| Tên                                     | Dạng | Địa điểm                                   | Tọa độ                                        | Số hồ sơ tham khảo? | Ngày nhận danh hiệu? | Hình ảnh     |
| --------------------------------------- | ---- | ------------------------------------------ | --------------------------------------------- | ------------------- | -------------------- | ------------ |
| El Castellet de Villanueva de Castellón |      | Villanueva de Castellón Cerro el Castellet | 39°03′19″B 0°31′07″T / 39,055356°B 0,518496°T | RI-51-0010757       |                      | Upload image |

#### Villar del Arzobispo
| Tên                        | Dạng | Địa điểm                                          | Tọa độ | Số hồ sơ tham khảo? | Ngày nhận danh hiệu? | Hình ảnh     |
| -------------------------- | ---- | ------------------------------------------------- | ------ | ------------------- | -------------------- | ------------ |
| Poblado ibérico de la Seña |      | Villar del Arzobispo Junto a la rambla de La Seña |        | RI-51-0012119       |                      | Upload image |

#### Villargordo del Cabriel
| Tên                                               | Dạng | Địa điểm                                    | Tọa độ                                        | Số hồ sơ tham khảo? | Ngày nhận danh hiệu? | Hình ảnh     |
| ------------------------------------------------- | ---- | ------------------------------------------- | --------------------------------------------- | ------------------- | -------------------- | ------------ |
| Tháp telegrafía óptica de Villargordo del Cabriel |      | Villargordo del Cabriel Sierra del Romeroso | 39°31′23″B 1°27′59″T / 39,522948°B 1,466372°T | 46.17.259-002       |                      | Upload image |

### Y

#### Yátova
| Tên                              | Dạng | Địa điểm | Tọa độ | Số hồ sơ tham khảo? | Ngày nhận danh hiệu? | Hình ảnh                                        |
| -------------------------------- | ---- | -------- | ------ | ------------------- | -------------------- | ----------------------------------------------- |
| Poblado Ibérico Pico de los Ajos |      | Yátova   |        | 46.18.261-004       |                      | Poblado Ibérico Pico de los Ajos · Upload image |